# Военная присяга

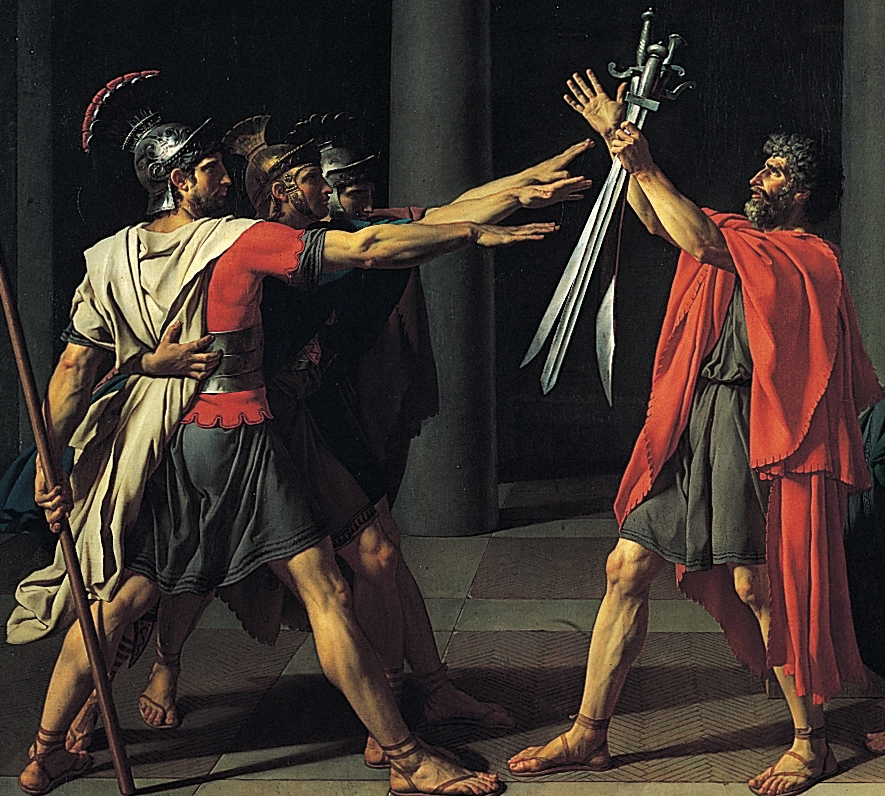
«Клятва Горациев». Жак Луи Давид (1784)

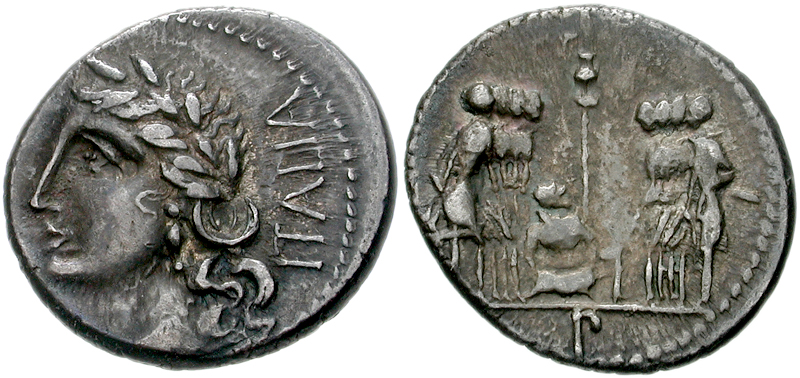
Момент принятия воинской присяги древнеримскими новобранцами перед сигнумом центурии, стоящим между солдатским строем, изображённый на реверсе монеты I в. до н. э.

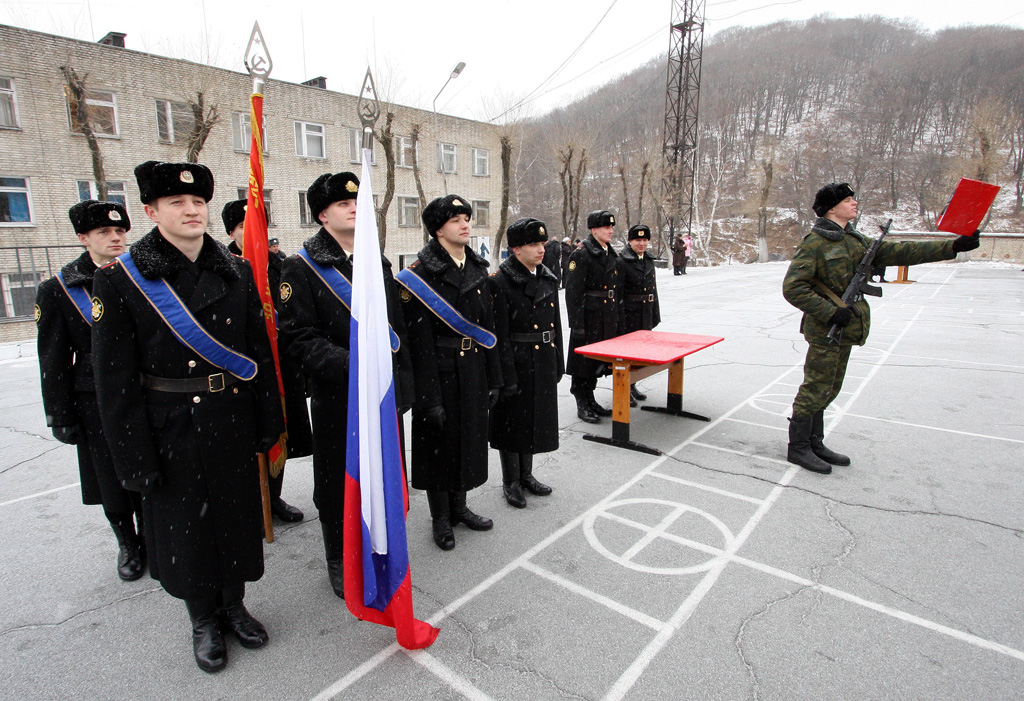
Присягу принимают морские пехотинцы Тихоокеанского флота, Россия, 2009 год.

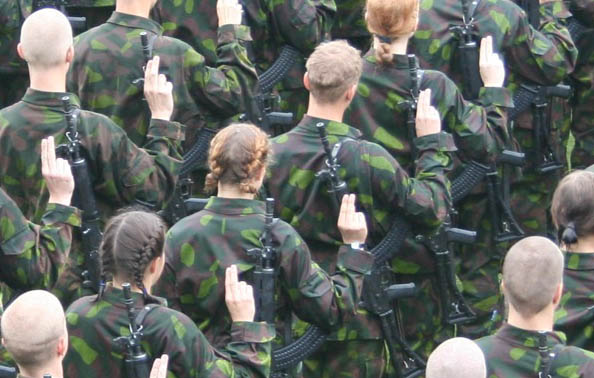
Присяга. Финляндия.

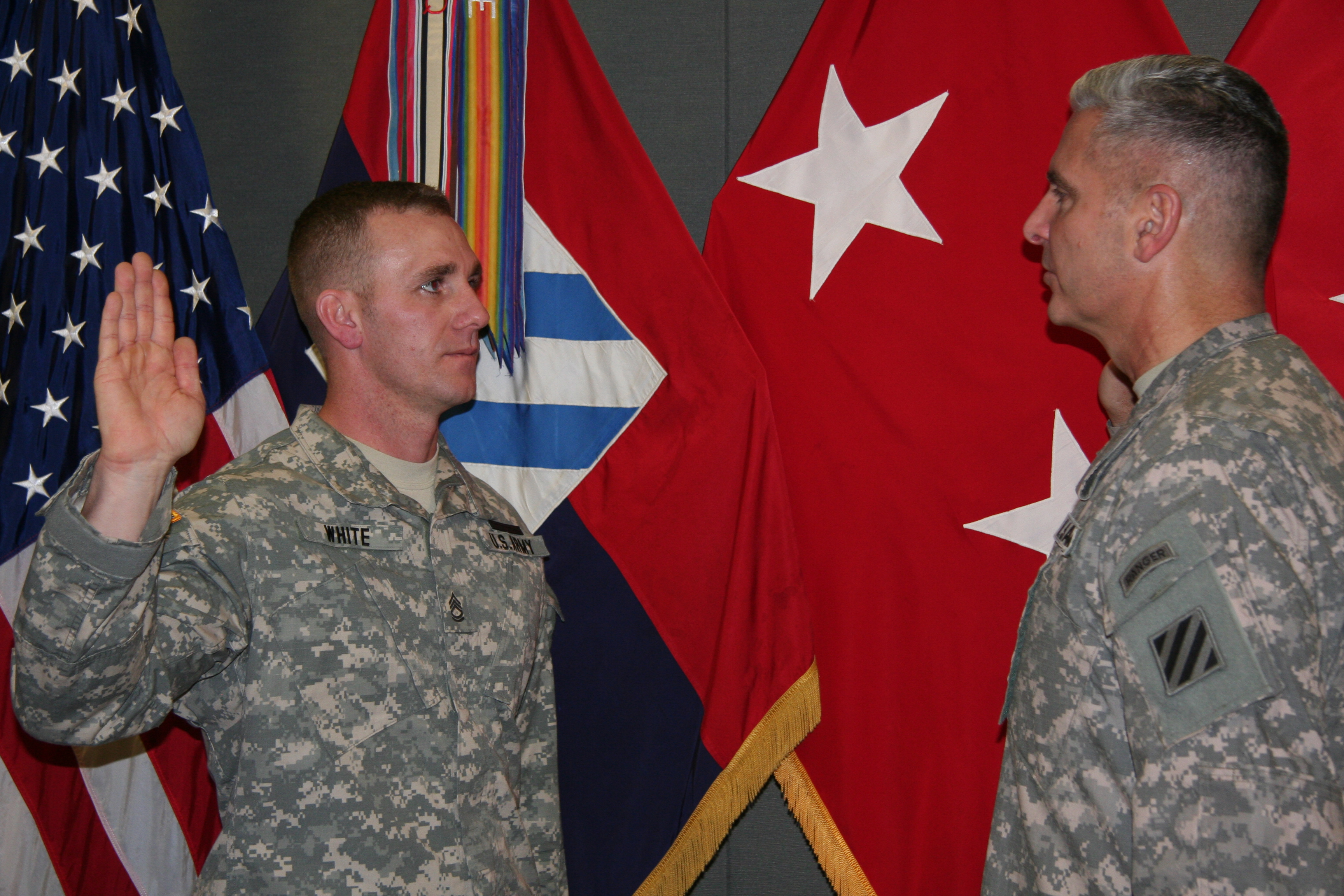
Армия США. Присяга. 2009 год.

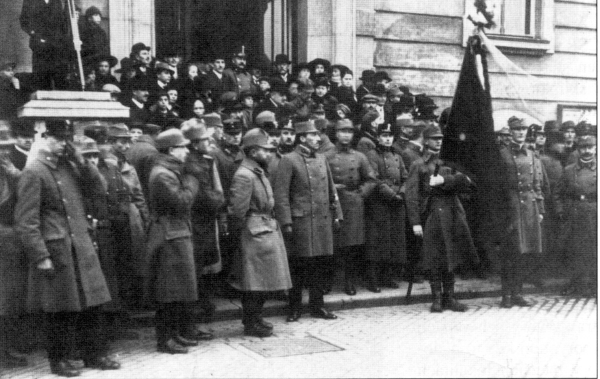
Присяга Словацкой бригады на верность Чехословакии. 17 октября 1918 года.

Вое́нная прися́га — церемониальная торжественная клятва, даваемая каждым гражданином при поступлении (призыве) на военную службу в вооружённые силы государства.
Военная присяга существует с глубокой древности в вооруженных силах (ВС) большинства государств мира. В различных ВС имеет своё специфическое содержание, традиции и обряды по её принятию в зависимости от исторически сложившихся традиций и обычаев того или иного народа (народов), его ВС и сущности строя данного государства.

«Я не оскверню этого священного оружия и не покину в рядах моего товарища. Я буду защищать не только то, что свято, но и то, что не свято, как один, так и вместе с другими. Я передам потомкам отечество не униженным или уменьшенным, но возросшим и в положении улучшенном сравнительно с тем, в каком я его наследовал. Я буду почитать решения мудрых. Я буду повиноваться законам, которые были или будут народом приняты, и если кто вздумает нарушить их, я не должен того допускать, и стану защищать их, все равно придется ли мне делать это одному или будут со мною другие. Я буду чтить верования».— Клятва эфеба, Уссинг. Воспитание и обучение у греков и римлян. — СПб., 1878 год, стр. 141.

## Россия

### Смысловое содержание военной присяги
За многие века в России сменялись цари, правительства, государственный строй и притом многократно переписывался текст военной присяги. Однако во всех вариантах её смысл сводился к одному: присяга являлась и является торжественной клятвой на верность.

### Текст военной присяги
В современной редакции текст выглядит следующим образом:
«Я, (фамилия, имя, отчество), торжественно присягаю на верность своему Отечеству — Российской Федерации.

Клянусь свято соблюдать Конституцию Российской Федерации, строго выполнять требования воинских уставов, приказы командиров и начальников.
Клянусь достойно исполнять воинский долг, мужественно защищать свободу, независимость и конституционный строй России, народ и Отечество».

Текст военной присяги утверждён статьёй 40 Федерального Закона РФ от 28 марта 1998 года «О воинской обязанности и военной службе».
Ранее использовался текст присяги, утверждённый Указом президента Российской Федерации — России от 5 января 1992 года «О тексте военной присяги Российской Федерации».
«Я, (фамилия, имя, отчество), поступаю на военную службу и присягаю на верность Российской Федерации и её народу. Клянусь соблюдать Конституцию и законы Российской Федерации, выполнять требования воинских уставов, приказы командиров и начальников, возложенные на меня законным образом обязанности.

Клянусь, находясь на военной службе, быть честным, добросовестным, достойно переносить связанные с ней трудности. Мужественно, не щадя своей жизни, защищать народ и государственные интересы Российской Федерации.

Клянусь не применять оружие против народа и законно избранных им органов власти.
Обязуюсь проходить военную службу в любом месте на территории Российской Федерации или за её пределами, куда меня направит Правительство Российской Федерации, и соблюдать законы того государства, на территории которого буду проходить военную службу»
Текст воинской присяги Российской Федерации 1993 года, утверждённый Законом РФ от 11.02.1993 №4455-I «О воинской обязанности и военной службе»:

Я, (фамилия, имя, отчество), торжественно присягаю на верность своей Родине - Российской Федерации.
Клянусь свято соблюдать ее Конституцию и законы, строго выполнять требования воинских уставов, приказы командиров и начальников.
Клянусь достойно выполнять воинский долг, мужественно защищать свободу, независимость и конституционный строй России, народ и Отечество.

### Ритуал приведения к военной присяге Российской Федерации
Процедура приведения к военной присяге осуществляется в порядке, определённом Уставом внутренней службы Вооружённых Сил.
Ритуал приведения к военной присяге воина заключается в следующем. В определённый день и час воинская часть выстраивается в пешем строю на плацу. Военнослужащие одеты в парадную форму одежды и с оружием. На плацу выстраивается оркестр, выносится Боевое знамя части и Государственный флаг Российской Федерации. Все военнослужащие, которые приводятся к военной присяге, располагаются в первых шеренгах. Перед церемонией приведения воинов к военной присяге выступает командир воинской части с краткой речью. Он напоминает воинам, что принятие военной присяги есть почётная и ответственная обязанность, которая возлагается государством на военнослужащего по защите Отечества и его конституционного строя. Для приёма военной присяги военнослужащий вызывается из строя командиром роты или другого воинского подразделения и читает вслух перед строем текст военной присяги. Затем воин собственноручно расписывается в заранее подготовленном списке напротив своей фамилии и занимает своё место в строю.
После завершения церемонии принятия военной присяги командир воинской части поздравляет военнослужащих с важнейшим событием в их жизни и в жизни воинского подразделения. Обычно также звучат поздравления от ветеранов, приехавших на присягу родителей и официальных лиц — представителей местной власти и общественных организаций. Оркестр исполняет Государственный гимн Российской Федерации, и воинская часть в полном составе проходит торжественным маршем на плацу.
Для всех военнослужащих, участвующих в ритуале приведения к военной присяге, этот день является нерабочим и проводится как праздничный день.
В последние десятилетия установилась традиция: воины дают торжественную клятву верности Родине у памятников боевой славы, в местах героических битв за свободу и независимость Отечества.

### Правовой аспект
Принятие военной присяги регламентируется статьями 40 и 41 Закона «О воинской обязанности и военной службе».
Согласно статье 41 Закона «О воинской обязанности и военной службе» призывники (новобранцы), граждане России, принимают присягу после прохождения общевойсковой подготовки («Курса молодого бойца»). Обычно это происходит через месяц-два после прибытия со сборного пункта в учебную воинскую часть. Иностранцы, поступающие на службу по контракту в Вооружённые Силы, клятву верности России не дают (они только принимают обязательство соблюдать Конституцию России, требования воинских уставов и приказы командиров). Присягу также принимают курсанты (студенты, слушатели) (военных кафедр при гражданских вузах) будущие офицеры, в первый раз проходя военный сбор (стажировку), и курсанты и слушатели учреждений военного профессионального образования — на 1-м — 2-м курсах учёбы.
Принимая военную присягу, солдат, согласно статье 40 Закона «О воинской обязанности и военной службе», клянется «соблюдать Конституцию России, строго выполнять требования воинских уставов, приказы командиров и начальников». Однако по действующему законодательству почти все права и обязанности военнослужащего новобранец приобретает ещё до присяги. Так, после принятия в 1998 году Закона «О статусе военнослужащего», согласно статье 2, солдатом призывник считается со дня отправления со сборного пункта в воинскую часть (корабль). Именно с этого времени новобранец получает права и обязанности военного, становясь субъектом не только гражданского, но и военного законодательства, то есть подлежит ответственности за воинские преступления (к примеру, наказанию за дезертирство).
Но есть и дополнительные права и обязанности, которые военнослужащий приобретает с принятием присяги. Так, по статье 41 Закона «О воинской обязанности и военной службе» до присяги нельзя привлекать новобранца к выполнению боевых задач (участию в боевых действиях, несению дежурств и караулов), помещать под арест, а также закреплять за ним оружие и боевую технику.
Уголовной или другой ответственности за отказ давать военную клятву законодательством не предусмотрено. Тем не менее согласно комментариям к Закону «О воинской обязанности и военной службе» отказ от принятия присяги не допускается. (То есть все солдаты должны служить только под присягой.) По статье 59 Конституции России, если несение воинской службы противоречит убеждениям или вероисповеданию призывника, он имеет право на замену её альтернативной гражданской.

### Присяга кадетов
Присяга кадетов не является военной присягой. В каждом кадетском корпусе Российской Федерации свой текст присяги, но у них, несмотря на различия в словах, смысл всегда остаётся одним. Кадет обязуется любить свою Родину, а также быть верным ей; хорошо учиться, добросовестно выполнять приказы командиров и начальников, стойко переносить все тяготы кадетской жизни и так далее.

## История военной присяги в России

### Присяга в Русской гвардии, армии и флоте
В Вооружённых силах Российской империи все нижние чины, поступающие на военную службу по призыву, приводились к присяге два раза:
- в воинских присутствиях, непосредственно вслед за принятием на военную службу в войска и силы;
- и затем по окончании новобранцами одиночного военного образования, перед постановкой их в ряды (обыкновенно в апреле или в мае) формирований войск и сил.

Вторичная присяга была введена в 1884 году и производилась при особо торжественной обстановке:
- в частях, имеющих знамёна и штандарты, под ними;
- в полевой артиллерии — перед фронтом орудий;
- в крепостной артиллерии — на валганге главной крепостной ограды;
- в прочих частях и командах — перед фронтом части[3].

Присяге предшествовало разъяснение командиром части значения долга воинской службы и присяги и чтение статей закона империи о наказаниях за нарушение обязательной службы в военное время, а также о подвигах, за которые жалуются знаки отличия военного ордена и отличия частям. Этим же порядком приводились к присяге части войск при пожаловании им знамён. Вольноопределяющиеся сразу по зачислении на службу приводились к присяге под знамёнами. При производстве в офицеры все нижние чины ВС России вновь приводились к присяге.
Я, нижеименованный, обещаюсь и клянусь Всемогущим Богом, пред Святым Его Евангелием, в том, что хочу и должен Его Императорскому Величеству, своему истинному и природному Всемилостивейшему Великому государю императору [Имя и отчество], Самодержцу Всероссийскому, и Его Императорского Величества Всероссийского Престола наследнику, верно и нелицемерно служить, не щадя живота своего, до последней капли крови, и все к Высокому Его Императорского Величества Самодержавству, силе и власти принадлежащие права и преимущества, узаконенные и впредь узаконяемые, по крайнему разумению, силе и возможности, исполнять. Его Императорского Величества государства и земель Его врагов, телом и кровью, в поле и крепостях, водою и сухим путём, в баталиях, партиях, осадах и штурмах и в прочих воинских случаях храброе и сильное чинить сопротивление, и во всем стараться споспешествовать, что к Его Императорского Величества верной службе и пользе государственной во всяких случаях касаться может. Об ущербе же Его Величества интереса, вреде и убытке, как скоро о том уведаю, не токмо благовременно объявлять, но и всякими мерами отвращать и не допущать потщуся и всякую вверенную тайность крепко хранить буду, а предпоставленным надо мной начальникам во всем, что к пользе и службе Государства касаться будет, надлежащим образом чинить послушание, и всё по совести своей исправлять, и для своей корысти, свойства, дружбы и вражды против службы и присяги не поступать; от команды и знамя, где принадлежу, хотя в поле, обозе или гарнизоне, никогда не отлучаться, но за оным, пока жив, следовать буду, и во всем так себя вести и поступать, как честному, верному, послушному, храброму и расторопному (офицеру или солдату) надлежит. В чём да поможет мне Господь Бог Всемогущий. В заключение же сей моей клятвы целую слова и крест Спасителя моего. Аминь.
В принятии присяги участвовало духовное лицо того вероисповедания, к которому принадлежал принимающий присягу.
Поступающие на военную службу мусульмане приводились к присяге по особой форме, на том из принятых в оной пяти языков, который был известен присягающему. Порядок приведения к присяге мусульман был следующий:
1. присягающий должен во время присяги держать два перста правой руки на раскрытом Коране, повторять слова присяги, которые ему читает духовное лицо, и по окончании клятвы целовать слова Корана;
2. лицо, наряженное для присутствования при принятии присяги, было обязано:
  - проверять правильность её выполнения по тому столбцу, в которой слова присяги были написаны кириллицей на восточных языках;
  - наблюдать, чтобы духовные лица во время чтения присяги, а в особенности при окончании, не произносили фразы по-арабски: Иншаллах, или на тюркских языках: аллах-тилясе (араб. ‎и тат. если пожелает Аллах), а также не меняли своего места и положения, и чтобы после каждого продолжительного перерыва чтения, например, кашля или обморока, они возобновляли чтение присяжного листа.
3. в тех местах, где мусульманского духовного лица не оказывалось, приведение к присяге мусульман должно быть возлагаемо на кого-либо из грамотных мусульман, а если присягающий был сам грамотен, то читать слова присяги предоставлялось ему самому. Если в таком и приводимый к присяге был неграмотен, лицо, наряженное для привода к оной, должно было читать ему слова присяги, написанные кириллицей.

Порядок приведения к присяге иудеев и форма еврейской присяги для поступления в военную службу были изложены в Уставе Духовных Дел Иностранных Исповеданий. Согласно указанному уставу евреи приводились к присяге в любое время, кроме субботних и праздничных дней, в синагогах или молитвенных школах, а в случае их отсутствия — в подлежащих общественных местах, в присутствии начальствующих лиц и раввина или его помощником, а при возможности и двух свидетелей-единоверцев.
Полковник Рерберг выводит полк на плац, и перед глазами открывается редкая по красоте картина присяги новобранцев 3-го гренадерского Перновского полка.
Посередине плаца стоят шесть совершенно одинаковых столиков, покрытых белыми скатертями. Перед столиками, на некотором расстоянии, стоит знаменщик полка старший унтер-офицер Артур Степин со знаменем полка и ассистентом. Постепенно, после нескольких перестроений, с другой стороны каждого столика образуются стройные квадраты подтянутых гренадер-перновцев.
Перед каждым столиком появляются священнослужители разных религий. Полковой священник с Крестом и Евангелием становится перед первым столиком, перед которым стоит самый большой «квадрат» новобранцев. Перед вторым столиком становится католический ксёндз, перед третьим — лютеранский пастор, перед четвёртым — мусульманский мулла, перед пятым — еврейский раввин, а перед шестым, около которого стоят только два гренадера, — нет никого.
Начинается чин присяги, и к столику православных гренадер-новобранцев подносит знамя мой друг знаменщик Артур Степин, его настоящее имя Артур Стопинг, и сам он — финн-лютеранин, но свою почётную обязанность знаменщика он исполняет блестяще.
В то же самое время к последнему столику подходит мой отец — командир полка, — и я вижу удивительную вещь, которая могла произойти только у нас, в старой России. Оба новобранца вынимают из карманов маленькие свёрточки и тщательно разворачивают тряпочки, в которые они завёрнуты. Развернув тряпочки, оба вынимают из свёртков двух маленьких деревянных «божков», выструганных из дерева и смазанных салом. Оба деревянных «божка-идола» водворяются на столик между моим отцом и двумя новобранцами, и только тогда мой отец, как высший в их глазах начальник, приводит обоих гренадер к присяге служить «верой и правдой» Царю и Отечеству.
После окончания чина присяги, священнослужители удалились, новобранцы возвратились к своим ротам и полк красивой лентой вошёл в свои казармы.

C 1721 года до 1917 года непременным условием воинской службы в русской армии была обязательная присяга при производстве в каждый новый чин.

### ПрисягаВременному правительству(1917)
Сразу после создания Временного правительства была срочно написана новая присяга, приносить которую был обязан весь личный состав армии и флота. Приносилась в торжественной обстановке офицерами и солдатами одновременно. В армии её назвали переприсягой и отношение к ней было неоднозначное, а зачастую и откровенно негативное, особенно среди офицерства.

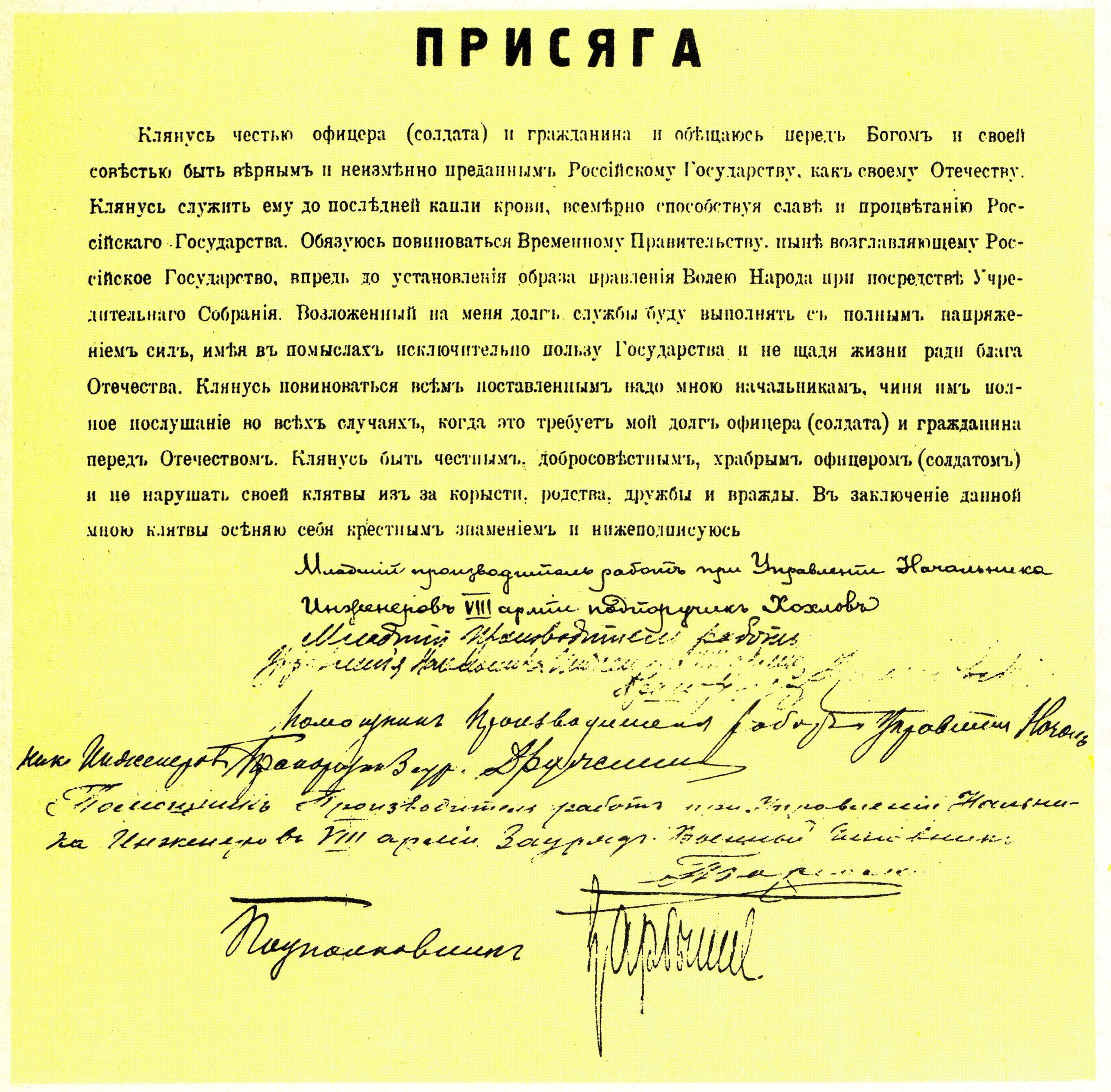
Текст присяги Временному правительству. (на примере Д.М.Карбышева) 1917 год.

«Клянусь честью офицера (солдата) и обещаюсь перед Богом и своей совестью быть верным и неизменно преданным Российскому Государству, как своему Отечеству. Клянусь служить ему до последней капли крови, всемерно способствуя славе и процветанию Российского Государства. Обязуюсь повиноваться Временному Правительству, ныне возглавляющему Российское Государство, впредь до установления образа правления волею народа при посредстве Учредительного собрания. Возложенные на меня служебные обязанности буду выполнять с полным напряжением сил, имея в помыслах исключительно пользу государства и не щадя жизни ради блага Отечества.

Клянусь повиноваться всем поставленным надо мною начальникам, чиня им полное послушание во всех случаях, когда этого требует мой долг офицера (солдата) и гражданина перед Отечеством. Клянусь быть честным, добросовестным, храбрым офицером (солдатом) и не нарушать клятвы из-за корысти, родства, дружбы и вражды. В заключение данной мною клятвы осеняю себя крестным знамением и ниже подписываюсь»

### РСФСР и СССР
Военная присяга Красной Армии (1918-39 гг.):

1. Я, сын трудового народа, гражданин Советской Республики, принимаю на себя звание воина рабочей и крестьянской армии.
2. Пред лицом трудящихся классов России и всего мира я обязуюсь носить это звание с честью, добросовестно изучать военное дело и, как зеницу ока, охранять народное и военное имущество от порчи и расхищения.
3. Я обязуюсь строго и неуклонно соблюдать революционную дисциплину и беспрекословно выполнять все приказы командиров, поставленных властью Рабочего и Крестьянского Правительства.
4. Я обязуюсь воздерживаться сам и удерживать товарищей от всяких поступков, порочащих и унижающих достоинство гражданина Советской Республики, и все свои действия и мысли направлять к великой цели освобождения всех трудящихся.
5. Я обязуюсь по первому зову Рабочего и Крестьянского Правительства выступить на защиту Советской Республики от всяких опасностей и покушений со стороны всех её врагов, и в борьбе за Российскую Советскую Республику, за дело социализма и братство народов не щадить ни своих сил, ни самой жизни.
6. Если по злому умыслу отступлю от этого моего торжественного обещания, то да будет моим уделом всеобщее презрение и да покарает меня суровая рука революционного закона.

Военная присяга Красной Армии (1939-47 гг.):

- Я, гражданин Союза Советских Социалистических Республик, вступая в ряды Рабоче-Крестьянской Красной Армии, принимаю присягу и торжественно клянусь быть честным, храбрым, дисциплинированным, бдительным бойцом, строго хранить военную и государственную тайну, беспрекословно выполнять все воинские уставы и приказы командиров, комиссаров и начальников.
- Я клянусь добросовестно изучать военное дело, всемерно беречь военное и народное имущество и до последнего дыхания быть преданным своему народу, своей Советской Родине и Рабоче-Крестьянскому Правительству.
- Я всегда готов по приказу Рабоче-Крестьянского Правительства выступить на защиту моей Родины — Союза Советских Социалистических Республик и, как воин Рабоче-Крестьянской Красной Армии, я клянусь защищать её мужественно, умело, с достоинством и честью, не щадя своей крови и самой жизни для достижения полной победы над врагами.
- Если же по злому умыслу я нарушу эту мою торжественную присягу, то пусть меня постигнет суровая кара советского закона, всеобщая ненависть и презрение трудящихся.

Военная присяга в СССР давалась каждым советским гражданином при вступлении в ряды Вооружённых Сил и выражала его готовность выполнять священную обязанность по защите Отечества в соответствии с требованиями Советской Конституции (статьи 132 и 133). Принятая в установленном уставом порядке военная присяга становилась для военнослужащего законом на весь срок его действительной военной службы и службы в запасе.

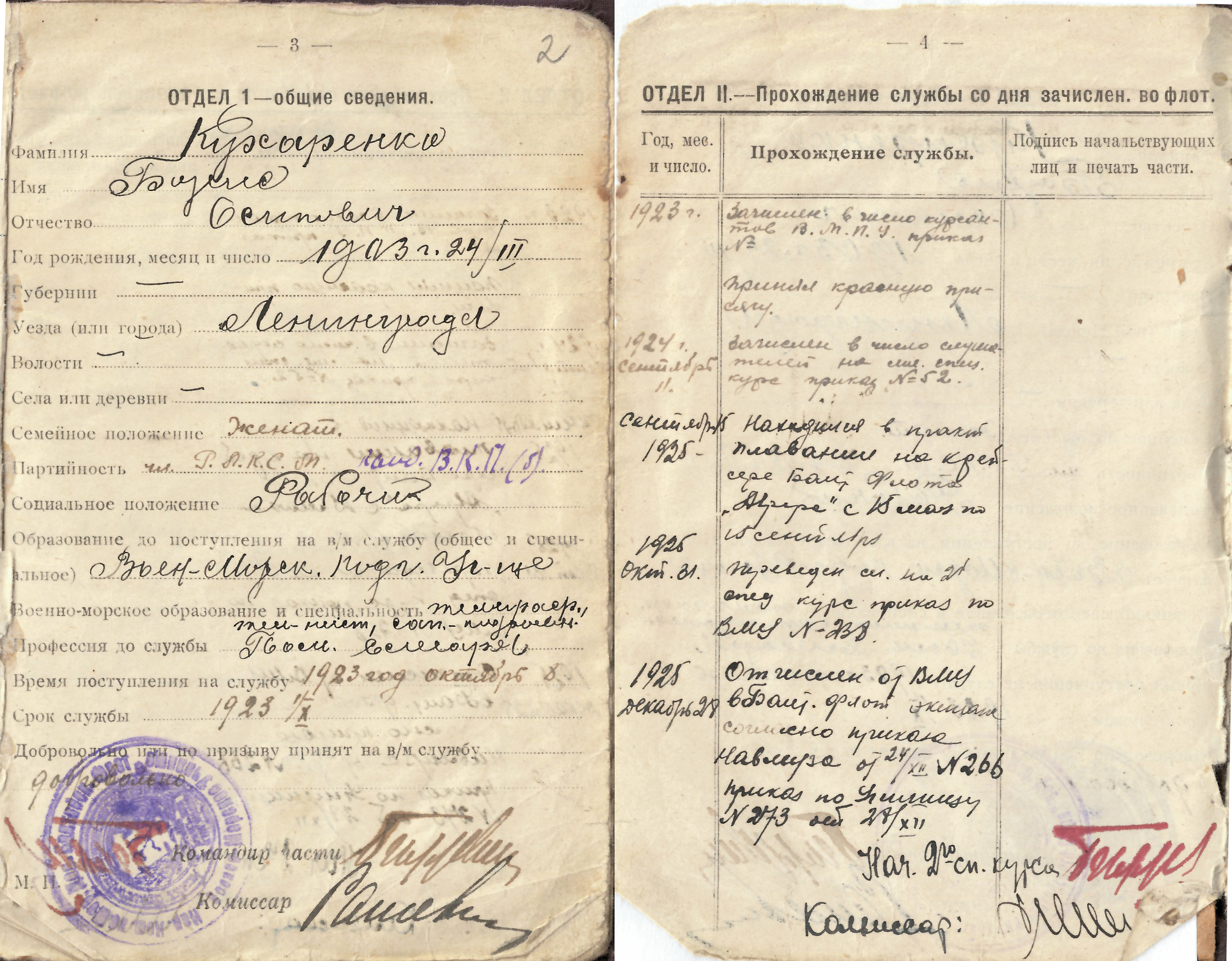
Запись о принятии красной присяги в служебной книжке краснофлотца Бориса Кухаренко, 1923 год

Текст торжественного обещания (военной присяги) при вступлении в Рабоче-Крестьянскую Красную Армию был написан Л. Д. Троцким на основе присяги четников и впервые был утверждён ВЦИК 22 апреля 1918 года. В марте 1922 года постановлением ВЦИК СССР был установлен единый для всех ВС день и порядок принятия торжественного обещания — «красной присяги». 3 января 1939 года Президиумом Верховного Совета СССР был утверждён новый текст военной присяги и Положение о порядке её принятия, в котором определялось, что солдаты (матросы), курсанты военных училищ (школ) и слушатели военных академий, не принимавшие ранее военной присяги, дают военную присягу после усвоения программы подготовки молодого солдата (матроса). Время принятия военной присяги объявлялось в приказе по части, учебному заведению или учреждению. Военная присяга принималась в торжественной обстановке, для этого личный состав части, учебного заведения или учреждения выстраивался в пешем строю с оружием у знамени с оркестром. Каждый принимающий военную присягу, держа автомат в положении «на грудь» (карабин — «к ноге»), читает вслух текст военной присяги, после чего собственноручно расписывается в специальном списке в графе против своей фамилии и становится на своё место в строю. После принятия военной присяги оркестр исполнял Государственный гимн Советского Союза, воинская часть проходила торжественным маршем.

#### Текст воинской присяги СССР с 1947-го до 1992 года

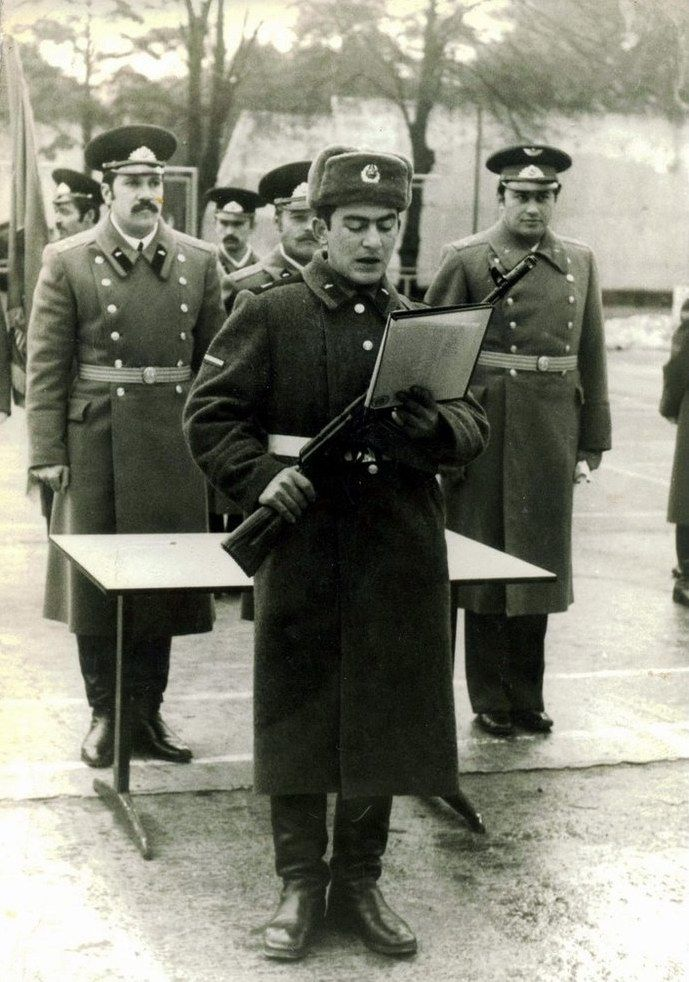
Военную присягу принимает рядовой М. Погосянц, 34 орб, 21 мсд, 2 Гв. ТА, ГСВГ, Перлеберг, ГДР, 1980-е

Утверждён Президиумом Верховного Совета СССР 10 июня 1947 года.

«Я, гражданин Союза Советских Социалистических Республик, вступая в ряды Вооружённых Сил, принимаю присягу и торжественно клянусь быть честным, храбрым, дисциплинированным, бдительным Воином, стойко переносить все тяготы и лишения воинской службы, строго хранить военную и государственную тайну, беспрекословно выполнять все воинские уставы и приказы командиров и начальников.
Я клянусь добросовестно изучать военное дело, всемерно беречь военное и народное имущество и до последнего дыхания быть преданным своему Народу, своей Советской Родине и Советскому Правительству.
Я всегда готов по приказу Советского Правительства выступить на защиту моей Родины — Союза Советских Социалистических Республик и, как воин Вооружённых Сил, я клянусь защищать её мужественно, умело, с достоинством и честью, не щадя своей крови и самой жизни для достижения полной победы над врагами.
Если же я нарушу эту мою торжественную присягу, то пусть меня постигнет суровая кара советского закона, всеобщая ненависть и презрение трудящихся»
 В 1975 году «всеобщая ненависть и презрение трудящихся» было заменено на «всеобщая ненависть и презрение советского народа».
13 декабря 1991 года был утверждён президентом СССР указом президента УП-3019 текст присяги в такой редакции:
«Я, (фамилия, имя, отчество), торжественно присягаю на верность народу, обязуюсь свято соблюдать Конституцию и законы государства, воинские уставы, приказы командиров и начальников, добросовестно исполнять возложенные на меня обязанности. Клянусь быть преданным и достойным защитником своей Родины».

### Присяга РОА
С 28 января 1945 года все солдаты Русской освободительной армии приводились к следующей присяге:

Я, как верный сын моей Родины, вступая добровольно в ряды бойцов Вооружённых сил народов России, перед лицом соотечественников присягаю — для блага моего народа, под главным командованием генерала Власова бороться против большевизма до последней капли крови. Эта борьба ведётся всеми свободолюбивыми народами в союзе с Германией под главным командованием Адольфа Гитлера. Я клянусь быть верным этому союзу. Во исполнение этой клятвы я готов отдать свою жизнь.

## Военные присяги стран постсоветского пространства

### Азербайджан
Я, гражданин Азербайджанской Республики, вступая в ряды Вооруженных Сил Азербайджана, принимая присягу на верность моей Родине - Азербайджану и его народу, торжественно клянусь:
с честью защищать интересы Азербайджанской Республики, ее суверенитет, территориальную целостность и независимость, не щадя своей крови и самой жизни;
быть честным, храбрым, дисциплинированным, не выдавать военную тайну, исполнять требования воинских уставов, беспрекословно подчиняться приказам командиров и начальников; добросовестно изучать военное дело, с честью продолжать и развивать воинские традиции предков и быть в любую минуту готовым с оружием в руках встать на защиту 
Родины.
Если я нарушу эту присягу, то готов нести ответственность по всей строгости законов 
Азербайджанской Республики
Оригинальный текст (азерб.)Mən Azərbaycan Respublikasının vətəndaşı, Azərbaycan Silahlı Qüvvələri sıralarına daxil olarkən, Vətənim Azərbaycana və onun xalqına sadiq olacağıma and içirəm.

Təntənəli surətdə and içirəm:
Azərbaycan Respublikasının mənafeyini, onun suverenliyini, ərazi bütövlüyünü və müstəqilliyini şərəflə qoruyacaq, bundan ötrü qanımı və canımı əsirgəməyəcəyəm. Səmimi, cəsur, intizamlı olacaq, hərbi sirri verməyəcək, hərbi nizamnamələrin tələblərini yerinə yetirəcək, komandirlərin və rəislərin əmrlərinə sözsüz tabe olacağam.
Hərb işini vicdanla öyrənəcək, əcdadların hərbi ənənələrini şərəflə davam və inkişaf etdirəcək, hər an əldə silah Vətənin müdafiəsinə qalxmağa hazır olacağam.

Andımı pozsam, Azərbaycan Respublikası qanunlarının tam ciddiyyəti ilə məsuliyyət daşımağa hazıram.

### Армения
Я (фамилия, имя, отчество), вступая в ряды Вооруженных сил Республики Армения, клянусь беззаветно служить Родине, Республике Армения, и пожертвовать жизнью ради нее, соблюдать Конституцию и законы Республики Армения, четко и незамедлительно исполнять приказы, хранить военную тайну.
В случае неисполнения своего долга пусть меня накажут по всей строгости закона.
Оригинальный текст (арм.)Ես (անուն,հայրանուն,ազգանուն), ծառայության անցնելով Հայաստանի Հանրապետության զինված ուժերում հանդիսավոր կերպով ԵՐԴՎՈՒՄ ԵՄ:
 Անձնվիրաբար ծառայել հայրենիքիս՝ Հայաստանի Հանրապետությանը և հանուն նրա չխնայել կյանքս:
 Ենթարկվել Հայաստանի Հանրապետության Սահմանադրությանը և օրենքներին:
 Անվերապահորեն կատարել հրամանատարներիս հրամանը, պահպանել ռազմական գաղտնիքը:

 Ու թե դրժեմ երդումս, թող պատժվեմ օրենքի ամբողջ խստությամբ ԵՐԴՎՈՒՄ ԵՄ:

### Беларусь
Присяга Белорусской краевой обороны

Я, солдат Белорусской Краёвой Обороны присягаю перед взором Всемогущего Бога и солдатской чести, что буду верно служить своему белорусскому народу, честно выполнять все приказы своих командиров и начальников.
Я присягаю, что не выпущу оружия из рук, пока не будут установлены спокойствие и безопасность в наших селах и городах, пока не будет уничтожен на нашей земле последний враг белорусского народа.
Я присягаю, что скорее отдам свою жизнь, чем допущу чтобы моя жена и дети, родители и сёстры, и весь белорусский народ снова терпели большевистские издевательства и неволю.
Если же из-за моей слабости, или злого умысла я нарушу эту присягу, то пусть покарает меня Бог позорной смертью предателя своего народа и Родины.
Оригинальный текст (бел.)Я, жаўнер Беларускай Краёвай Абароны, прысягаю на Ўсемагутнага Бога і жаўнерскі гонар, што буду верна служыць свайму беларускаму народу, сумленна і прыкладна выконваць усе загады сваіх камандзіраў і начальнікаў.

Я прысягаю, што не выпушчу з рук зброі да тых пор, пакуль ня будзе ўстаноўлены поўны спакой і бясьпека ў нашых сёлах і гарадох, пакуль ня будзе зьнішчаны на нашай зямлі апошні вораг беларускага народу.
Я прысягаю, што хутчэй аддам сваё жыцьцё, чымся дапушчу, каб мая жонка і дзеці, бацькі і сёстры і ўвесь беларускі народ зноў цярпелі бальшавіцкі зьдзек і няволю.

Калі-ж з сваёй слабасьці ці злога намеру я парушу гэту прысягу, то няхай пакарае мяне Бог ганебнай сьмерцю здрадніка свайго народу і бацькаўшчыны.

Присяга белорусских партизан

Я, гражданин Союза Советских Социалистических Республик, верный сын героического белорусского народа, клянусь, что не пожалею ни сил, ни самой жизни для дела освобождения моего народа от немецко-фашистских захватчиков и палачей и не состава оружия до тех пор, пока родная белорусская земля не будет очищена от немецко-фашистской погани.
Я клянусь строго и неукоснительно выполнять приказы своих командиров и начальников, строго соблюдать воинскую дисциплину и беречь военную тайну.
Я клянусь, за сожженные города и деревни, за кровь и смерть наших жен и детей, отцов и матерей, за насилие и издевательства над моим народом, жестоко мстить врагу и безостановочно, не останавливаясь ни перед чем, всегда и везде смело, решительно, дерзко и беспощадно уничтожать немецких оккупантов.
Я клянусь всеми путями и средствами активно помогать Красной Армии повсеместно уничтожать фашистских палачей и тем самым содействовать скорейшему и окончательному разгрому кровавого фашизма.
Я клянусь, что скорее погибну в жестоком бою с врагом, чем отдам себя, свою семью и белорусский народ в рабство кровавому фашизму.
Слова моей священной клятвы, сказанной перед моими товарищами партизанами, я закрепляю собственноручной подписью, - и от этой клятвы не отступлю никогда.
Если же по своей слабости, трусости или по злой воле я нарушу свою присягу и изменю интересы народа, пусть умру я позорной смертью от рук своих товарищей.
Оригинальный текст (бел.)Я, грамадзянін Саюза Совецкіх Сацыялістычных Рэспублік, верны сын гераічнага беларускага народа, прысягаю, што не пашкадую ні сіл, ні самога жыцця для справы вызвалення майго народа ад нямецка-фашысцкіх захопнікаў і катаў і не складу зброі да таго часу, пакуль родная беларуская зямля не будзе ачышчана ад нямецка-фашысцкай погані.

Я клянуся строга і няўхільна выконваць загады сваіх камандзіраў і начальнікаў, строга захоўваць воінскую дысцыпліну і берагчы ваенную тайну.
Я клянуся, за спаленыя гарады і вёскі, за кроў і смерць нашых жонак і дзяцей, бацькоў і мацярэй, за гвалты і здзекі над маім народам, жорстка помсціць ворагу і безупынна, не спыняючыся ні перад чым, заўсёды і ўсюды смела, рашуча, дзёрзка і бязлітасна знішчаць нямецкіх акупантаў.
Я клянуся ўсімі шляхамі і сродкамі актыўна дапамагаць Чырвонай Арміі паўсямесна знішчаць фашысцкіх катаў і тым самым садзейнічаць хутчэйшаму і канчатковаму разгрому крывавага фашызма.
Я клянуся, што хутчэй загіну ў жорсткім баю з ворагам, чым аддам сябе, сваю сям’ю і беларускі народ у рабства крываваму фашызму.
Словы маёй свяшчэннай клятвы, сказанай перад маімі таварышамі партызанамі, я замацоўваю ўласнаручным подпісам, — і ад гэтай клятвы не адступлю ніколі.

Калі-ж па сваёй слабасці, трусасці або па злой волі я парушу сваю прысягу і здраджу інтарэсам народа, няхай памру я ганебнай смерцю ад рук сваіх таварышаў.

Присяга Белорусского объединения военных
8 сентября 1992 года, во время первого празднования Дня белорусской воинской славы, по всей стране — в Минске, Гродно, Бресте и других городах — прошла массовая акция принятия присяги на верность Беларуси военнослужащих и военнослужащих запаса. На столичной площади Независимости, стоя в форме перед большим количеством людей, приняли присягу 15 офицеров-активистов БОВ. В течение года 12 из них были уволены из армии, потом очередь дошла и до других. 

Я, гражданин Беларуси, поступая на военную службу, присягаю на верность Республике Беларусь и ее Народу. Если же я нарушу, принятую мной воинскую присягу, то готов нести ответственность, установленную законами Республики Беларусь.
Оригинальный текст (бел.)Я, грамадзянін Беларусі, паступаючы на вайсковую службу, прысягаю на вернасць Рэспубліцы Беларусь і яе Народу. Калі ж я парушу, прынятую мной вайсковую прысягу, то гатоў несці адказнасць, устаноўленую законамі Рэспублікі Беларусь.

На данный момент в Вооружённых силах Республики Беларусь принят следующий текст военной присяги:

«Я, гражданин Республики Беларусь (фамилия, имя, отчество), торжественно клянусь быть преданным своему народу, свято соблюдать Конституцию Республики Беларусь, выполнять требования воинских уставов и приказы командиров и начальников.
Клянусь достойно исполнять воинский долг, мужественно и самоотверженно защищать независимость, территориальную целостность и конституционный строй Республики Беларусь».
Оригинальный текст (бел.)Я, грамадзянін Рэспублікі Беларусь (прозвішча, імя, імя па бацьку), урачыста клянуся быць адданым свайму народу, свята трымацца Канстытуцыі Рэспублікі Беларусь, выконваць патрабаваннi воiнскiх статутаў i загады камандзіраў і начальнікаў.

Клянуся дастойна выконваць воінскі абавязак, мужна і самааддана абараняць незалежнасць, тэрытарыяльную цэласнасць і канстытуцыйны лад Рэспублікі Беларусь.
Военной присяге гражданина Республики Беларусь посвящена песня "Тебе я присягаю, Беларусь", автор и исполнитель - поэт, прозаик Александр Белик.

### Грузия
Текст присяги перед вступлением на службу в вооруженные силы Грузии

Я, гражданин Грузии, вступаю на военную службу и клянусь: открыто отдать свой военный долг Грузии, добросовестно изучать военное дело, с честью продолжать военные традиции своих предков, твердо защищать воинскую дисциплину как основу основ мощи государства. Все требования и приказы командира. Надежно сохранять военную тайну. Я буду твердо стоять на страже Грузии и до последней минуты жизни бороться за победу над врагом, если я нарушу эту клятву, то буду нести ответственность перед Богом и страной. Пусть Всевышний защитит нас.
Оригинальный текст (груз.)მე, საქართველოს მოქალაქე, შევდივარ სამხედრო სამსახურში და ვფიცავ: პირნათლად მოვიხადო ჩემი მხედრული ვალი საქართველოს წინაშე; კეთილსინდისიერად შევისწავლო სამხედრო საქმე, ღირსეულად განვაგრძო წინაპართა მხედრული ტრადიციები; მტკიცედ დავიცვა სამხედრო დისციპლინა, როგორც სახელმწიფოს ძლიერების საფუძველთა საფუძველი; შევინახო მონდობილი სამხედრო საიდუმლოება, შევასრულო სამხედრო წესდების ყველა მოთხოვნა და მეთაურის ბრძანება; მტკიცედ დავდგე საქართველოს სადარაჯოზე და სიცოცხლის უკანასკნელ წუთამდე ვიბრძოლო მტერზე გამარჯვებისთვის. თუ ამ ფიცს გავტეხ, პასუხისმგებელი ვიქნები ღვთისა და ქვეყნის წინაშე. გვფარავდეს ღმერთი.

### Казахстан
Я, гражданин Республики Казахстан (фамилия, имя отчество), вступая в ряды Вооруженных сил, принимаю присягу и торжественно клянусь до последнего дыхания быть преданным народу Казахстана и его законно избранному президенту, свято соблюдать Конституцию и законы моего суверенного государства.
Присягаю беспрекословно исполнять возложенные на меня обязанности, воинские уставы и приказы командиров и начальников, стойко переносить тяготы и лишения военной службы.
Обязуюсь добросовестно изучать военное дело, беречь военное и народное имущество, строго хранить военную и государственную тайну.
Я клянусь быть мужественным и смелым защитником моей Родины, государственных интересов независимого Казахстана.
Если я нарушу принятую мною военную присягу, то пусть меня постигнет суровая кара, установленная законами Республики Казахстан.
Оригинальный текст (казах.)Мен, Қазақстан Республикасының азаматы (тегі, аты, әкесінің аты), Қарулы Күштердің қатарына кіре отырып ант қабылдаймын және Қазақстан халқы мен оның заңды сайланған Президентіне ақтық демім қалғанша адал болуға, өзімнің егемен мемлекетімнің Конституциясы мен зандарын қастерлеп сақтауға салтанатты түрде ант етемін.

Өзіме жүктелген міндеттерді, әскери жарғыларды және командирлер мен бастықтардың бүйрықтарын бүлжытпай орындауға, әскери қызметтің ауыртпалықтары мен қиыншылықтарын табандылықпен көтеруге ант етемін. Әскери істі дәйекті оқып-үйренуге, әскери және халық мүлкін мүқият үстауға, әскери және мемлекеттік қүпияны қатаң сақтауға ант етемін.
Мен өз Отанымның, тәуелсіз Қазақстанның мемлекеттік мүдделерінің ержүрек әрі батыл қорғаушысы болуға ант етемін.

Егер мен өзім қабылдаған әскери антты бүзсам, онда Қазақстан Републикасының зандарында белгіленген қатаң жазаны кешуге әзірмін.

### Киргизия
Я, (фамилия, имя, отчество), торжественно присягаю на верность народу Кыргызстана.
Клянусь свято соблюдать Конституцию и законы Кыргызской Республики, выполнять требования воинских уставов, приказы командиров и начальников. Клянусь не щадить своих сил, а если потребуется и жизни для защиты свободы и независимости Кыргызстана. 
Оригинальный текст (киргиз.)Мен, Кыргыз Республикасынын жараны, ыйык Кыргыз Республикасынын Ата Мекенине, анын эгемендигине, биримдиги жана жашаган жеримдин эркиндигине, жарандарды, Ата Мекенди коргоо, анын Конституциясын жана мыйзамдарын сактоо боюнча, өзүмдүн милдетимди аткарууга, ак ниет менен ант берем.

### Латвия
Присяга Латышского добровольческого легиона СС

Клянусь Богом этой святой клятвой, что в борьбе с большевизмом
я буду оказывать верховному главнокомандующему германских вооруженных сил Адольфу Гитлеру абсолютное повиновение и как бесстрашный солдат,
я положу свою жизнь за эту клятву.
Оригинальный текст (латыш.)Es zvēru Dievam šo svēto zvērestu, ka cīņā pret boļševismu

es sniegšu Vācijas bruņoto spēku augstākajam komandierim Ādolfam Hitleram absolūta paklausība un kā bezbailīgs karavīrs,

Es likšu savu dzīvi par šo zvērestu.

Присяга Вооружëнных сил Латвии согласно Закону Латвийской Республики «Об силах обороны» от 4 ноября 1992 года

Я, военнослужащий Латвии, осознавая ответственность перед своим народом и законом, обещаю и клянусь:
– быть верным Латвийской Республике, ее Конституции и законному правительству;
– не щадя сил, здоровья и жизни, защищать Латвийское государство и его независимость;
– добросовестно выполнять доверенные мне обязанности военнослужащего;
– беспрекословно подчиняться воинской дисциплине, всегда выполнять приказы и распоряжения своих начальников в соответствии с законами Латвийской Республики.
Оригинальный текст (латыш.)Es, Latvijas karavīrs, apzinoties atbildību pret savu tautu un likumu, apsolu un zvēru:
- būt uzticīgam Latvijas Republikai, tās Konstitūcijai un likumīgajai valdībai;
- nesaudzējot spēku, veselību un dzīvību, aizsargāt Latvijas valsti un tās neatkarību;
- apzinīgi pildīt man uzticētos karavīra pienākumus;

- neapšaubāmi pakļauties militārajai disciplīnai, vienmēr izpildīt savu priekšnieku pavēles un rīkojumus saskaņā ar Latvijas Republikas.

### Литва
Я (фамилия, имя) безусловно клянусь верно служить Литовской Республике, не щадить сил для защиты литовского государства, его свободы, независимости, сознательно соблюдать Конституцию Литовской Республики, законы и приказы моих командиров, хранить доверенную мне тайну. Я клянусь быть честным и достойным солдатом Литвы. Помоги мне Бог!
Оригинальный текст (лит.)Aš besąlygiškai prisiekiu ištikimai tarnauti Lietuvos Respublikai, negailėti jėgų ginti Lietuvos valstybę, jos laisvę, nepriklausomybę, sąmoningai laikytis Lietuvos Respublikos Konstitucijos, mano vadų įstatymų ir įsakymų, saugoti man patikėtą paslaptį. Prisiekiu būti sąžiningu ir garbingu Lietuvos kareiviu. Padėk man Dieve!

### Молдова
Я, (фамилия, имя), гражданин Республики Молдова, клянусь быть верным Республике Молдова и её народу. Клянусь защищать Родину, даже ценой собственной жизни, соблюдать законы Республики Молдова и воинские уставы. 
Оригинальный текст (молд.)Eu, (numele, prenumele), cetăţean al Republicii Moldova, jur credinţă Republicii Moldova şi poporului ei. Jur să-mi apăr Patria chiar şi cu preţul propriei vieţi, să respect legile Republicii Moldova şi regulamentele militare.

### Таджикистан
Мы, военнослужащие Вооруженных Сил Республики Таджикистан, торжественно принимая присягу:
клянемся быть верными Президенту Республики Таджикистан - Верховному Главнокомандующему Вооруженными Силами Республики Таджикистан, народу и Отечеству;
неукоснительно соблюдать и исполнять Конституцию Республики Таджикистан, законы Республики Таджикистан, указы и распоряжения Президента Республики Таджикистан - Верховного Главнокомандующего Вооруженными Силами Республики Таджикистан;
быть достойными защитниками Отечества, с честью, до последнего дыхания, проявлять бдительность, храбрость и верность;
мужественно защищать Родину и свой народ;
быть всегда готовыми к защите Родины, ее священных рубежей и конституционного строя не щадя своей жизни и здоровья.
Если же мы нарушим эту торжественную присягу, то пусть нас постигнет суровая кара и ненависть народа.
Оригинальный текст (тадж.)Мо, хизматчиёни ҳарбии Қувваҳои Мусаллаҳи Ҷумқурии Тоҷикистон, ботантана савганд ёд мекунем:

ба Президенти Ҷумҳурии Тоҷикистон Сарфармондеҳи Олии Қувваҳои Мусаллаҳи Ҷумҳурии, Тоҷикистон ва ба халқу Ватан содиқ мемонем;
Конститутсияи Ҷумҳурии Тоҷикистон, конунҳои Ҷумҳурии Тоҷикистон, амру фармонҳои Президенти Ҷумҳурии Тоҷикистон -Сарфармондеҳи Олии Қувваҳои Мусаллаҳи Ҷумҳурии Тоҷикистонро қатъиян ва бечунучаро иҷро менамоем;
ҳомии бошарафи Ватан буда, ҳушёрӣ, далерӣ ва садоқатмандии худро то нафаси охирин бошарафона нигоҳ медорем;
Ватан ва халқи худро мардонавор ҳифз менамоем;
баҳри ҳифзи Ватан, марзу буми он, ҳимояи сохти конститутсионӣ ҳамеша омода буда, ҳаёт ва ҷони худро дареғ намедорем;

Агар ин савганди худро шиканем, бигузор ба ҷазои сахт ва нафрати халқ гирифтор шавем.

### Туркмения
Я, гражданин Туркменистана (фамилия, имя, отчество), торжественно присягаю на верность своему народу и Родине - Туркменистану и Президенту Туркменистана.
Клянусь свято соблюдать Конституцию Туркменистана и законы Туркменистана, Указы Президента Туркменистана, строго выполнять требования воинских уставов, приказы командиров и начальников.
Клянусь достойно выполнять воинский долг, мужественно защищать свободу, независимость и конституционный строй Туркменистана, народ и Родину.
Оригинальный текст (туркмен.)Men, Türkmenistanyň raýaty (familiýasy, familiýasy, aty), halkymyza we Watanymyza - Türkmenistana we Türkmenistanyň Prezidentine kasam edýärin.

Türkmenistanyň konstitusiýasyna we Türkmenistanyň kanunlaryna, Türkmenistanyň Prezidentiniň kararlaryna, harby düzgünleriň, serkerdeleriň we ýolbaşçylaryň buýruklaryny berk berjaý etjekdigime kasam edýärin.

Harby borjumy mertebe bilen ýerine ýetirmäge, Türkmenistanyň, halkyň we Watan azatlygyny, garaşsyzlygyny we konstitusiýa tertibini batyrgaý goramaga kasam edýärin.

### Узбекистан
Я, (фамилия, имя, отчество), вступая в ряды Вооруженных Сил Республики Узбекистан, целуя священный флаг – символ моего государства, перед светлой памятью моих Великих предков, будучи преисполнен решимости честно выполнять свой долг перед Родиной, перед своей совестью, честью и достоинством:
Торжественно клянусь, на протяжении всей моей жизни быть верным Республике Узбекистан, своему народу и Президенту;
до последнего вздоха защищать независимость Родины, неприкосновенность ее границ, мир, спокойствие и национальные интересы моего народа;
непримиримо бороться с любыми проявлениями агрессии и корыстного посягательства против Республики Узбекистан;
свято чтить Конституцию, законы Республики Узбекистан, общевоинские уставы, сохранять государственную и военную тайну;
в любых условиях – на земле, на воде, в воздухе добросовестно исполнять свой служебный долг;
при любых обстоятельствах, испытаниях и трудностях оправдать высокое доверие моей Родины.
Оригинальный текст (узб.)Men, (familiyasi, ismi, otasining ismi), O'zbekiston Respublikasi Qurolli kuchlari safiga qo'shilib, davlatimning muqaddas bayrog'ini o'pib, Buyuk ajdodlarimning yorqin xotirasi oldida Vatan oldidagi burchimni, vijdonim, sharafim va qadr – qimmatimni halol bajarishga qaror qildim:

Men butun umrim davomida O'zbekiston Respublikasiga, xalqimga va Prezidentimga sodiq bo'lishga tantanali ravishda qasam ichaman;
Vatanimiz mustaqilligini, uning chegaralari daxlsizligini, xalqimning tinchligi, osoyishtaligi va milliy manfaatlarini himoya qilish uchun so'nggi nafasigacha; O'zbekiston Respublikasiga qarshi tajovuz va xudbinlik tajovuzining har qanday namoyon bo'lishiga qarshi murosasiz kurashish;
Konstitutsiyani, o 'zbekiston Respublikasi qonunlarini, umumharbiy ustavlarni muqaddas e' tirof etish, davlat va harbiy sirni saqlash;
har qanday sharoitda – er yuzida, suvda, havoda xizmat burchini vijdonan bajarish;

har qanday sharoitda, sinovlarda va qiyinchiliklarda Vatanimning yuksak ishonchini oqlash.

### Украина
Ритуал принятия военной присяги на верность Украине впервые был проведён Легионом сечевых стрельцов 3 сентября 1914.
Присяга армии Украинской Народной Республики от 12 марта 1919 года:

Клянусь честью гражданина Украинской Народной Республики и торжественно присягаю Всевышнему Богу верно служить Украинской Народной Республике послушно повиноваться её верховной власти Директории, правительству и народной армии. Клянусь уважать и защищать приказы и всякие препоручення их по службе, точно их выполнять против всякого врага Украинской Народной Республики и трудящихся, кто-бы этот враг не был и где только воля Верховной Республиканской власти будет требовать: на воде, на суше, в воздухе, в день и ночь, в боях, наступлениях, в стычках и всякого рода предприемствах, словом на каждом месте, в любой время и в каждом случае храбро и мужественно до последней капли крови бороться. Своих воинских частей, флагов и оружия ни в коем случае не бросать, с врагом ни в какие, даже самые малые сговоры, не входить, всегда вести себя так, как этого военные законы и честь воина-рыцаря требуют, таким способом и честь жить и честь умереть. В этом мне, Святый Боже, моя любовь к Украине Родной и народу, помоги.
Оригинальный текст (укр.)Клянусь честю громадянина Української Народньої Республіки і торжественно присягаю Всемогущому Богу вірно Українській Народній Республіці служити, слухняно повинуватися її верховній владі Діректорії, правительству і народній армії. Присягаю поважати і захищати накази і всякі препоручення їх по службі, точно їх виконувати супроти всякого ворога Української Народньої Республіки та трудящого люду, хто-б цей ворог не був і де тільки воля Верховної Республіканської влади буде вимагать: на воді, на суші, у воздусі, в день і ніч, в боях, наступах, в сутичках і всякого роду предприємствах, словом на кожному місці, у всяку пору і в кожнім випадку хоробро і мужньо до останньої краплі крові боротися. Своїх військових частин, прапорів і зброї ні в якому разі не кидати, з ворогом ні в які, навіть найменші, порозуміння, не входити, завжди поводитись так, як цього військові закони та честь воїна–лицаря вимагають, в цей спосіб і честь жити і честь умерти. В цьому мені, Святий Боже, моя любов до України Рідньої та народу, допоможи.

Присяга батальонов «Нахтигаль» и «Роланд»

Я, украинский доброволец, этой присягой добровольно отдаю себя в распоряжение Немецкой Армии.
Я присягаю Немецкому Вождю и Верховному Командующему Немецкой Армии Адольфу Гитлеру в неизменной верности и послушании.
Я торжественно обязуюсь все приказы и распоряжения начальников исполнять, а также все военные, государственные и служебные дела строго держать в тайне и тем самым верно и преданно служить Немецкой Армии и одновременно своей родине.
Мне ясно, что я после своей присяги подвергаюсь всем немецким военным дисциплинарным взысканиям. Конец моей службы как украинского добровольца определяет Немецкая Армия.
Оригинальный текст (укр.)Я, український доброволець, цією присягою добровільно віддаю себе в розпорядження німецької армії.

Я присягаю німецькому Вождю і Верховному командувачу німецької армії Адольфу Гітлеру в незмінній вірності і слухняності.
Я урочисто зобов'язуюся всі накази і розпорядження начальників виконувати, а також всі військові, державні та службові справи строго тримати в таємниці і тим самим вірно і віддано служити німецькій армії і одночасно своїй батьківщині.

Мені ясно, що я після своєї присяги піддаюся всім німецьким військовим дисциплінарним стягненням. Кінець моєї служби як українського добровольця визначає німецька армія.

Присяга добровольческой дивизии СС «Галичина» от 1 августа 1943 года:

Я клянусь перед Богом этой святой клятвой, что в борьбе против большевизма я проявлю абсолютное послушание командующему Германскими вооруженными силами Адольфу Гитлеру и как храбрый солдат я готов отдать свою жизнь за эту клятву.
Оригинальный текст (укр.)Я клянусь перед Богом цією святою клятвою, що в боротьбі проти більшовизму я проявлю абсолютну послух командувачу німецькими збройними силами Адольфу Гітлеру і як хоробрий солдат я готовий віддати своє життя за цю клятву.

Присяга 14-й добровольческой пехотной дивизии СС «Галиция» в ноябре 1943 года:

Я служу тебе, Адольф Гитлер, как фюреру и канцлеру Германского рейха, верностью и отвагой. Я клянусь тебе и буду покоряться до смерти. Да поможет мне Бог.
Оригинальный текст (укр.)Я служу тобі, Адольф Гітлер, як фюреру і канцлеру німецького рейху, вірністю і відвагою. Я клянусь тобою і буду підкорятися до смерті. Хай допоможе мені Бог.

Присяга 14-й добровольческой пехотной дивизии СС «Галиция» (1-я украинская) от 24 ноября 1944 года:

Я клянусь перед Господом Богом сражаться с большевизмом и за освобождение моего Украинского народа и моей Родины — Украины, в полном и беспрекословном подчинении Главнокомандующему Германской Армии и всех бойцов против большевизма из числа европейских наций Адольфу Гитлеру и как храбрый солдат, отдать мою жизнь, если потребуется, за эту клятву.
Оригинальный текст (укр.)Я клянусь перед Господом Богом боротися з більшовизмом і за визволення мого українського народу і моєї Батьківщини — України, в повному і беззаперечному підпорядкуванні Головнокомандувачу німецької армії і всіх бійців проти більшовизму з числа європейських націй Адольфу Гітлеру і як хоробрий солдат, віддати моє життя, якщо буде потрібно, за цю клятву.

Присяга 1-й украинской дивизии Украинской Национальной Армии от 25 апреля 1945 года:

Присягаю Всемогущему Богу на его Святом Евангелии и его Животворящим Кресте, не щадя ни жизни ни здоровья своего, всегда и везде сражаться под украинским национальным флагом с оружием в руках за народ свой и за свою Родину — Украину. Осознавая большую ответственность, клянусь как воин Украинской национальной армии выполнять все приказы своих командиров послушно и беспрекословно, а служебные поручения держать в секрете. Да поможет мне Бог и Пречистая Матерь Божья, аминь. 
Оригинальный текст (укр.)Присягаю всемогущому Богові перед його святим Євангелієм та Животворящим Хрестом, не шкодуючи ні життя, ні здоров’я, скрізь та повсякчас під Українським Національним Прапором боротися зі зброєю в руках за свій народ і свою Батьківщину - Україну. Свідомий великої відповідальности, присягаю як вояк Українського Національного Війська виконувати всі накази своїх начальників слухняно і беззастережно, а службові доручення тримати в таємниці. Так нехай мені в цьому допоможе Бог і Пречиста Мати, - амінь.

Присяга УПА официально утверждена 19 июля 1944.

Я, воин Украинской Повстанческой Армии, взяв в руки оружие, торжественно клянусь своей честью и совестью перед Великим Народом Украинским, перед Святой Землёю Украинской, перед пролитой кровью всех Наилучших Сыновей Украины и перед Наивысшим Политическим Руководством Народа Украинского:
Бороться за полное освобождение всех украинских земель и украинского народа от захватчиков и обрести Украинское Самостоятельное Соборное Государство. В этой борьбе не пожалею ни крови, ни жизни и буду биться до последнего вздоха и окончательной победы над всеми врагами Украины.
Буду мужественным, отважным и храбрым в бою и беспощадным к врагам земли украинской.
Буду честным, дисциплинированным и революционно-бдительным воином.
Буду исполнять все приказы вышестоящих.
Строго охранять военную и государственную тайну.
Буду достойным побратимом в бою и боевой жизни всем своим товарищам по оружию.
Когда я нарушу или отступлю от этой присяги, то пусть меня покарает суровый закон Украинской Национальной Революции и падёт на меня презрение Украинского Народа.
Оригинальный текст (укр.)Я, воїн Української Повстанської Армії, взявши в руки зброю, урочисто клянусь своєю честю і совістю перед Великим Народом Українським, перед Святою Землею Українською, перед пролитою кров'ю ycix Найкращих Синів України та перед Найвищим Політичним Проводом Народу Українського:

Боротись за повне визволення всіх українських земель і українського народу від загарбників та здобути Українську Самостійну Соборну Державу. В цій боротьбі не пожалію ні крови ні життя і буду битись до останнього віддиху і остаточної перемоги над усіма ворогами України.
Буду мужнім, відважним і хоробрим y бою та нещадним до ворогів землі української.
Буду чесним, дисциплінованим і революційно-пильним воїном.
Буду виконувати всi накази зверхників.
Суворо зберігатиму військову і державну таємницю.
Буду гідним побратимом y бою та в бойовому життю всім своїм товаришам по зброї.

Коли я порушу, або відступлю від цієї присяги, то хай мене покарає суворий закон Української Національної Революції і спаде на мене зневага Українського Народу.

#### Военная присяга Украины
Граждане Украины, которые призваны или добровольно вступили на военную службу, принимают военную присягу на верность народу Украины, её составляют в торжественной обстановке, с оружием в руках, у боевого знамени воинской части, перед строем командиров и воинов. Молодой воин даёт персональную клятву народу Украины, государству, называя свою фамилию, имя, отчество.
Я, (фамилия, имя и отчество), поступаю на военную службу и торжественно клянусь народу Украины всегда быть верным и преданным ему, добросовестно и честно выполнять воинский долг, исполнять приказы командиров, неуклонно придерживаться Конституции и законов Украины, хранить государственную и военную тайну.
Я клянусь защищать украинское государство, непреклонно стоять на страже её свободы и независимости.
Я клянусь никогда не предать народ Украины.
Оригинальный текст (укр.)Я, (прізвище, ім’я та по батькові), вступаю на військову службу і урочисто клянусь народу України завжди бути вірним і відданим йому, сумлінно і чесно виконувати військовий обов’язок, накази командирів, неухильно дотримуватись Конституції і законів України, зберігати державну і військову таємницю.

Я клянусь захищати українську державу, непохитно стояти на сторожі її свободи і незалежності.

Я присягаю ніколи не зрадити народу України.
Военная присяга — документ юридической силы, имеет государственное значение. Текст Военной присяги утверждён Постановлением Верховного совета Украины 6 декабря 1991 года.

### Эстония
Я, (имя и фамилия), клянусь оставаться верным Демократической Эстонской Республике и ее конституционному порядку, защищать Эстонскую Республику от врага всем своим умом и силой, быть готовым пожертвовать своей жизнью ради Отечества, соблюдать дисциплину оборонительных войск и точно и без возражений выполнять все свои обязанности, помня, что в противном случае закон строго наказывает меня.
Оригинальный текст (эст.)Mina, (ees- ja perekonnanimi), tõotan jääda ustavaks demokraatlikule Eesti Vabariigile ja tema põhiseaduslikule korrale, kaitsta Eesti Vabariiki vaenlase vastu kogu oma mõistuse ja jõuga, olla valmis ohverdama oma elu isamaa eest, pidada kinni kaitseväe distsipliinist ning täpselt ja vastuvaidlematult täita kõiki oma kohustusi, pidades meeles, et vastasel korral seadus mind rangelt karistab.

## Военные присяги непризнанных или частично признанных государств

### Военная присягаАбхазии
«Я, (фамилия, имя, отчество), торжественно присягаю на верность своей Родине — Республике Абхазия.
Клянусь свято соблюдать ее Конституцию и законы, строго выполнять требования воинских уставов, приказы командиров и начальников.

Клянусь достойно выполнять воинский долг, мужественно защищать свободу, независимость и конституционный строй Абхазии, народ и Отечество».

### Военная присягаЮжной Осетии
“Я, (фамилия, имя, отчество), гражданин Республики Южная Осетия, вступая в ряды вооруженных сил, принимаю присягу и торжественно клянусь: быть честным, храбрым, дисциплинированным, бдительным воином, строго хранить военную и государственную тайну, беспрекословно выполнять приказы своих командиров и начальников.
Я клянусь героически защищать свою Родину и до последнего дыхания быть преданным своему народу, всегда быть готовым вступить на защиту Отечества и защищать его мужественно, умело, с достоинством и честью.
Я клянусь беречь и приумножать боевые традиции прославленных защитников Родины.
Я клянусь добросовестно изучать военное дело и бережно относиться к народному добру, всеми силами способствовать сохранению нашего национального достояния.

Если же я нарушу эту мою торжественную присягу, то пусть меня постигнет суровая кара и всеобщее презрение народа". 

### Военная присягаПМР
"Я, (фамилия, имя, отчество), торжественно присягаю на верность многонациональному народу Приднестровской Молдавской Республики, обязуюсь свято соблюдать Конституцию и законы Республики, воинские уставы, приказы командиров и начальников, добросовестно выполнять возложенные на меня обязанности.

Клянусь быть преданным и достойным защитником своей Родины, ее независимости и суверенитета."

## Военные присяги в истории Сербии и Югославии

### Сербская революция и Княжество Сербия
Присяга участников Первого сербского восстания 1813 года:

Клянемся во имя Бога Отца и Сына и Святого Духа, Пресвятой Троицы Единого Бога и Пречистой Богородицы, всеми святыми и великомучеником Георгием и честным крестом, что будем верны и послушны верному нашему господину Георгию Петровичу, верховному вождю и правителю Сербии и высшей власти и администрации, а также верным нашим князьям и прочим господам капитанам и унтер-офицерам, исполнять их приказы и распоряжения соответственно, защищать государство и отечество во всех случаях нападения и охранять наши знамена и пушки во всякую осень, не покидать их. Быть верными друг другу и защищать друг друга в таком случае. Верно и последовательно осуществлять службу днем и ночью, не допуская никаких предательств или нелояльности по отношению к ней. Да поможет мне Бог.
Оригинальный текст (серб.)Заклињемо се именем Бога оца и Сина и Свјатаго Духа пресвете Тројице јединога Бога и пречисте Богородице свим светим и великомучеником Георгијем и честним крестом, да ми нашему лаговерному Господару Георгију Петровићу, верховноме Вожду и повелитељу Сербије и високој власти и управељенију, такођер, нашим лагородним војводам и прочим господам капетанам и унтер-официром вјерни и покорни бити њиовом повељенију и запрешченију сљедоватељно исполњавати, државу и отечество у сваком нападаном случају зашчишчавати и чувати наше барјаке и топове у сваком паденију не остављати. Друг другу вјерни бити и један другог бранити при таковом догађају. Службу у дну и ноћи вјерно и сагласно обдержавати и против тога ни у каково прјеније и невјерност неступати. Тако нам Бог помогао.

Воинская присяга образца 1836 года:

Мы, все новоизбранные воины, намеревающиеся под знаменем Божьим во имя Божие вступить на военную службу, здесь, в сем святом храме, пред святым Евангелием и честным крестом, желаем принести присягу, не по принуждению и не порыву, а единственно ради чести нашего князя и любви к возлюбленному отечеству нашему, оставаться верными как во время военной службы, так и по увольнении с военной службы до самой гробовой доски. Мы показываем три перста правой руки во имя Пресвятой и Нераздельной Троицы Отца, Сына и Святого Духа. Клянемся именем Господа Иисуса Христа и нашей православной христианской веры. Клянемся Святым Евангелием Господа Иисуса и Его честным крестом, на котором Он пролил Свой чистый покров за нас, грешных. Клянемся пречистой и пресвятой Богородицей и всеми святыми и угодниками Божиими, что мы всегда и во все времена, как на суше, так и на воде, будем стойкими, верными и мужественными воинами, нашему князю и государю Милошу Теодоровичу Обреновичу, его преемникам и всей его славной семье, оказывать всякого смиренного подчиненного и послушного чиновника и исполнять всякий воинский долг с послушанием. Мы клянемся. Аминь.
Оригинальный текст (серб.)Ми сви новоизабрани војници, који намеравамо у име Бога под барјак војнически у службу војену ступити, овде при свјатому храму овому пред светим Евангелијем и честним крестом положити заклетву желимо, не од какове силе и нагона, но само за чест нашега књаза и љубов премилог отечества нашег, какоти за време војничко, тако и по отпусту војеног дела до самог гроба, веран заостати. Показујемо ми три прста, деснице наше, у име пресвете и нераздељене Тројице Оца, Сина и Свјатаго Духа. Заклињемо се у име Господа Исуса Христа и веру нашу православну христјанску. Заклињемо се Евангелијем светим Господа Исуса и честним крестом његовим, који је на њему пречисту кров своју ради нас грешних пролио. Заклињемо се пречистом и пресветом Богородицом и свим божијим угодницима и светитељима, да ћемо свагда и у свако време, како на суву, тако и на води постојани, верни и мужевни војници нашему кнезу и государју Милошу Теодоровићу Обреновићу, потом наследником његовим и целој светлој фамилији његовој свако нижајше повинованије чиновником његовим одавати, сваку војничку дужност и послушаније извршавати. Заклињемо се. Амин.

Присяга Армии Княжества Сербия:

Я (имя и фамилия) клянусь Всемогущим Богом, что буду служить Отечеству нашему Сербии честно и верно; что буду истинно предан ему и его народу всем сердцем и душой; что буду защищать и оборонять его от всякого врага до последней капли крови; что буду защищать Конституцию страны во всех случаях и буду верен и покорен Сербскому Князю, и слушать и неукоснительно исполнять приказы начальников и Старейшин, и что никогда не буду им противиться; что буду слышать и днем и ночью, и в бою, и на страже, как солдат, буду мужественно стоять, и что никогда не покину нашу армию и знамя из стыда, и что буду всегда строго соблюдать воинские законы и добровольно подчиняться им, и что буду всегда вести себя так, как подобает настоящему, верному и храброму сербскому солдату, чтобы жить с честью и хвалой и славно умереть. Да поможет мне Бог!
Оригинальный текст (серб.)Ја (име и презиме) заклињем се Богом Свемогућим, да ћу служити Отечеству нашем Сербии честно и верно; да ћу њему и његовои ползи истино душом и срдцем предан бити; да ћу га чувати и бранити од свакога непријатеља до последње капи крви; да ћу Устав земаљскии у сваком случају бранити и Књазу Србском веран и послушан бити, и заповести предпостављении Начелника и Старешина слушати и тачно испуњавати, и да се њима никада противити нећу; да ћу и дању и ноћу, у боју, и на стражи као воиник храбро се држати, и од срамоте воиску нашу и барјак оставити никад нећу, и да ћу свагда законе воене точно набљудавати и добровољно њима покоравати се, и да ћу се свагда онако владати, како правом, верном и храбром Србском воинику пристои, како да с честију и похвалом живим и славно умрем. Тако ми Господ Бог помогао.

### Королевство Сербия
Присяга Армии Королевства Сербия от 1886 года:

Я (имя и фамилия) клянусь всемогущим Богом, что всегда и во всех случаях буду верен и послушен Королю Сербии Милану I; буду подчиняться приказам всех поставленных надо мной старших по званию и добросовестно их исполнять; буду героически защищать Отечество и никогда не брошу наше знамя! Да поможет мне Бог!
Оригинальный текст (серб.)Ја (име и презиме) заклињем се Богом свемогућим, да ћу Краљу Србије, Милану Првом свагда и у сваком случају бити веран и послушан; да ћу заповести свију претпостављених ми старешина слушати и верно испуњавати; да ћу отаџбину јуначки бранити и да нашу заставу нигда нећу оставити! Тако ми Бог помогао!

Присяга Армии Королевства Сербия от 1901 года (сохранялся по состоянию на 8 апреля 1904 года):

Я (имя и фамилия) клянусь всемогущим Богом, что всегда и во всех случаях буду верен Главнокомандующему всех национальных вооружённых сил Королю Сербии Петру I, предан и послушен всей душой;
буду подчиняться приказам всех поставленных надо мной старших по званию и добросовестно их исполнять; буду героически защищать Короля и Отечество и никогда не посрамлю наше знамя! Да поможет мне Бог!
Оригинальный текст (серб.)Ја (име и презиме) заклињем се Богом свемогућим, да ћу Врховном заповеднику све земаљске оружане силе Краљу Србије, Петру I, свагда и у свим приликама бити веран, свом душом одан и послушан; да ћу заповести свију претпостављених ми старешина слушати и верно извршавати; да ћи Краља и Отаџбину јуначки бранити, и војничку заставу нигда нећу изневерити! Тако ми Бог помогао!

Присяга Армии Королевства Сербия от 1913 года:

Я (имя и фамилия) клянусь всемогущим Богом, что всегда и во всех случаях буду верен Главнокомандующему всех национальных вооружённых сил Королю Сербии Петру Первому, предан и послушен всей душой;
буду подчиняться приказам всех поставленных надо мной старших по званию и добросовестно их исполнять; буду героически защищать Короля и Отечество и никогда не посрамлю наше знамя! Да поможет мне Бог!
Оригинальный текст (серб.)Ја (име и презиме) заклињем се Богом свемогућим, да ћу Врховном заповеднику све земаљске оружане силе Краљу Србије, Петру Првом, свагда и у свим приликама бити веран, свом душом одан и послушан; да ћу заповести свију претпостављених ми старешина слушати и верно извршавати; да ћи Краља и Отаџбину јуначки бранити, и војничку заставу нигда нећу изневерити! Тако ми Бог помогао!

### Королевство Югославия и СФРЮ
Присяга Югославской королевской армии от 1919 года:

Я (имя и фамилия) клянусь всемогущим Богом, что всегда и во всех случаях буду верен Главнокомандующему всех национальных вооружённых сил Королю сербов, хорватов и словенцев Петру I, предан и послушен всей душой; буду подчиняться приказам старших по званию и добросовестно их исполнять; буду героически сражаться за Короля и Отечество и никогда не посрамлю воинское знамя! Да поможет мне Бог!
Оригинальный текст (серб.)Ја (име и презиме) заклињем се Богом свемогућим, да ћу Врховном заповеднику све земаљске оружане силе Краљу Срба, Хрвата и Словенаца Петру Првом свагда и у свима приликама бити веран, свом душом одан и послушан; да ћу заповести свију претпостављених  ми старешина слушати и верно извршавати; да ћи Краља и Отаџбину јуначки бранити, и војничку заставу нигда нећу изневерити! Тако ми Бог помогао!

Присяга Югославской королевской армии от 1925 года:

Я (имя и фамилия) клянусь всемогущим Богом, что всегда и во всех случаях буду верен Главнокомандующему всех вооружённых сил Королю сербов, хорватов и словенцев Александру I, предан и послушен всей душой; буду героически сражаться за Короля и Отечество; никогда и нигде не посрамлю воинское знамя и буду подчиняться приказам старших по званию и добросовестно их исполнять. Да поможет мне Бог!
Оригинальный текст (серб.)Ја (име и презиме) заклињем се свемогућим Богом, да ћу Врховном заповеднику све војне силе,  Краљу Срба, Хрвата и Словенаца Александру Првом, свагда и у свим приликама, бити веран, свом душом одан и послушан; да ћу се за Краља и Отаџбину јуначки борити; да Војничку Заставу нигда и никад нећу изневерити и да ћу заповести свих претпостављених ми старешина слушати и верно извршавати. Тако ми Бог помогао!

Присяга Югославской королевской армии от 1940 года:

Я (имя и фамилия) клянусь всемогущим Богом, что всегда и во всех случаях буду верен Главнокомандующему всех вооружённых сил Королю Югославии Петру II, предан и послушен всей душой; буду героически сражаться за Короля и Отечество; никогда и нигде не посрамлю воинское знамя и буду подчиняться приказам старших по званию и добросовестно их исполнять. Да поможет мне Бог!
Оригинальный текст (серб.)Ја, (име и презиме), заклињем се свемогућим Богом, да ћу Врховном заповеднику све војне силе, Краљу Југославије Петру Другом, свагда и у свима приликама, бити веран, свом душом одан и послушан; да ћу се за Краља и Отаџбину јуначки борити; да Војничку Заставу нигда и никад нећу изневерити и да ћу заповести свих претпостављених ми старешина слушати и верно извршавати. Тако ми Бог помогао!

Присяга Народно-освободительной армии Югославии от 1943 года

Клянусь честью моего народа, что буду в рядах Народно-освободительной армии верно служить своему народу, сражаясь против оккупантов и всех внутренних предателей — врагов народной свободы и народных прав. Клянусь, что буду дисциплинированно и добросовестно выполнять свои обязанности и приказы моих командиров. Клянусь не выпускать оружие из своих рук, пока наша земля не будет очищена от оккупантов, пока народу не будут обеспечены его права и свобода. Готов принять любое наказание за нарушение этой моей присяги. Смерть фашизму — свобода народу!
Оригинальный текст (сербохорв.)Zaklinjem se čašću svoga naroda da ću u redovima Narodnooslobodilačke vojske vjerno služiti svome narodu boreći se protiv okupatora i svih domaćih izdajnika — neprijatelja narodne slobode i narodnih prava. Zaklinjem se da ću disciplinovano i savesno vršiti svoje dužnosti i izvršavati naredbe svojih pretpostavljenih. Kunem se da neću ispustiti oružje iz svojih ruku dok naša zemlja ne bude očišćena od okupatora, dok narodu ne budu osigurana njegova prava i sloboda. Spreman sam primiti svaku kaznu za prekršaj ove moje zakletve... Smrt fašizmu — sloboda narodu!

Присяга Югославской народной армии от 1985 года:

Я (имя и фамилия приносящего присягу) торжественно обязуюсь защищать независимость, государственный строй, нерушимость и целостность Социалистической Федеративной Республики Югославии и хранить и развивать братство и единство наших народов и национальностей. Всегда добросовестно и дисциплинированно исполнять обязанности защитника своей независимой социалистической родины и быть готовым бороться за её свободу и честь, без сожаления в этой борьбе отдам и свою жизнь.
Оригинальный текст (сербохорв.)Ja (ime i prezime izgovarača zakletve) svečano se obavezujem da ću braniti nezavisnost, ustavni poredak, nepovrjedivost i cjelokupnost Socijalističke Federativne Republike Jugoslavije i da ću čuvati i razvijati bratstvo i jedinstvo naših naroda i narodnosti. Uvijek ću savjesno i disciplinovano izvršavati obaveze i dužnosti branioca svoje samoupravne socijalističke domovine i biti spreman da se borim za njenu slobodu i čast, ne žaleći da u toj borbi  dam i svoj život.

Вариант присяги ЮНА на сербском:

Я (имя и фамилия) торжественно обязуюсь верно служить своему народу, защищать мою родину Социалистическую Федеративную Республику Югославию, хранить братство и единство наших народов и честь ЮНА и добросовестно исполнять распоряжения моих командиров. Всегда буду готов бороться за свободу и честь Родины, в этой борьбе без сожаления отдам и свою жизнь.
Оригинальный текст (серб.)Ja (име и презиме) свечано се обавезујем да ћу верно служити свом народу, бранити своју отаџбину Социјалистичку Федеративну Републику Југославију, чувати братство и јединство наших народа и част ЈНА и савесно извршавати наређења мојих команданата.  Увек ћу бити спреман да се борим за слободу и част Отаџбине, у овој борби даћу свој живот без жаљења.

### После распада Югославии. Сербия
Присяга Вооружённых сил Союзной Республики Югославии от 1996 года:

Я (имя и фамилия) клянусь честью и жизнью защищать суверенитет, территорию, независимость и государственный строй Союзной Республики Югославии.
Оригинальный текст (серб.)Ја (име и презиме) заклињем се чашћу и животом да ћу бранити сувереност, територију, независност и уставни поредак Савезне Републике Југославије.

Присяга Вооружённых сил Сербии и Черногории от 2003 года:

Я (имя и фамилия) клянусь честью и жизнью защищать Сербию и Черногорию.
Оригинальный текст (серб.)Ја (име и презиме) заклињем се чашћу и животом да ћу бранити Србију и Црну Гору.

Присяга Вооружённых сил Сербии с 2006 года:

Я (имя и фамилия) клянусь честью и жизнью защищать Республику Сербию.
Оригинальный текст (серб.)Ја (име и презиме) заклињем се чашћу да ћу бранити Републику Србију.

## Военные присяги стран бывшей Югославии

### Республика Сербская
Присяга Вооружëнных сил Республики Сербской в 1992 году:

Я (имя и фамилия) клянусь своей честью и жизнью, защитить суверенитет, территорию, независимость и конституционный строй своей родины, Республики Сербской, и добросовестно служить интересам её народов, да поможет мне Бог.
Оригинальный текст (серб.)Ја [име и презиме] заклињем се чашћу и животом да ћу бранити сувереност, територију, независност и уставни поредак своје отаџбине, Републике Српске, и вјерно служити интересима њених народа, тако ми Бог помогао.

Присяга Вооружëнных сил Республики Сербской в 1996 году:

Я (имя и фамилия) клянусь своей честью и жизнью, защитить территориальную целостность и конституционный строй своей родины, Республики Сербской, и добросовестно служить интересам её народа, да поможет мне Бог.
Оригинальный текст (серб.)Ја [име и презиме] заклињем се чашћу и животом да ћу бранити територијални интегритет и Уставни поредак своје отаџбине Републике Српске и верно служити интересима њеног народа. Тако ми Бог помогао.

### Босния и Герцеговина
Присяга Югославской народной армии на боснийском:

Я (имя и фамилия) торжественно обязуюсь верно служить своему народу, защищать мою родину Социалистическую Федеративную Республику Югославию, хранить братство и единство наших народов и честь ЮНА и добросовестно исполнять распоряжения моих командиров. Всегда буду готов бороться за свободу и честь Родины, в этой борьбе без сожаления отдам и свою жизнь.
Оригинальный текст (хорв.)Svečano (ime i prezime) se obavezujem da ću vjerno služiti svom narodu, braniti svoju otadžbinu Socijalističku Federativnu Republiku Jugoslaviju, čuvati bratstvo i jedinstvo naših naroda i čast JNA i vjerno izvršavati naređenja mojih komandanata. Uvek ću biti spreman da se borim za slobodu i čast Otadžbine, u ovoj borbi daću svoj život bez žaljenja.

Присяга Патриотической лиги Боснии и Герцеговины (1991-1992) 

Я клянусь Аллахом, что буду защищать свободу и территориальную целостность Боснии и Герцеговины, моей единственной родины, чьи исторические границы вечны и неприкосновенны, и что я буду стоять на защите народов и граждан, чья религия, права и свободы находятся под угрозой. Ради этого я готов пожертвовать жизнью. 
Оригинальный текст (босн.)Kunem se Allahom da ću braniti slobodu i teritorijalni integritet Bosne i Hercegovine, moje jedine domovine, čije su historijske granice vječne i nepovredive, te da ću se zalagati za narode i građane kojima su vjera, prava i slobode ugroženi. Spreman sam da žrtvujem svoj život za ovo.

Присяга Армии Республики Босния и Герцеговина («Официальный вестник Республики Босния и Герцеговина», № 11 от 1 августа 1992 года)

Клянусь защищать независимость, суверенитет и целостность Республики Боснии и Герцеговины, добросовестно и дисциплинированно выполнять все обязанности и обязательства военнослужащих Республики Боснии и Герцеговины, защищать ее свободу и честь и упорствовать в этой борьбе.
Оригинальный текст (босн.)Zaklinjem se da ću braniti nezavisnost, suverenitet i cjelovitost Republike Bosne i Hercegovine, da ću savjesno i disciplinirano izvršavati sve obaveze i dužnosti pripadnika Armije Republike Bosne i Hercegovine, da ću braniti njenu slobodu i čast i u toj borbi ustrajati.

Присяга Вооружëнных сил Боснии и Герцеговины с 2005 года:

Я торжественно обещаю защищать суверенитет, территориальную целостность, конституционный строй и политическую независимость Боснии и Герцеговины и ответственно и добросовестно выполнять все обязанности, необходимые для ее защиты.
Оригинальный текст (босн.)Svečano obećavam da ću braniti suverenitet, teritorijalni integritet, ustavni poredak i političku nezavisnost Bosne i Hercegovine i odgovorno i savjesno ispunjavati sve dužnosti neophodne za njenu zaštitu.
Оригинальный текст (хорв.)Svečano obećavam da ću braniti suverenitet, teritorijalni integritet, ustavni poredak i političku neovisnost Bosne i Hercegovine te odgovorno i vjerno izvršavati sve dužnosti potrebne za njezinu obranu.
Оригинальный текст (серб.)Свечано се заклињем да ћу бранити суверенитет, територијални интегритет, уставни поредак и политичку независност Босне и Херцеговине и одговорно и савјесно извршавати све дужности потребне за њену одбрану.

### Косово
Присяга Армии освобождения Косова

Я, солдат Армии освобождения Косово, клянусь бороться за освобождение албанских земель и их объединение.
Я всегда буду верным солдатом, достойным борцом за свободу, бдительным, мужественным и дисциплинированным, готовым в любой момент, даже ценой своей жизни, сражаться, защищая священные интересы Родины.
Если я нарушу эту клятву, пусть я буду наказан по самым суровым законам войны, а если предам, пусть прольется моя кровь.
Клянусь, клянусь, клянусь!
Оригинальный текст (алб.)Unë, ushtar i Ushtrisë Çlirimtare të Kosovës, betohem se do të luftoj për çlirimin e tokave shqiptare dhe bashkimin e tyre.

Do të jem përherë ushtar besnik, luftëtar i denjë i lirisë, vigjilent, guximtar dhe i disiplinuar,
i gatshëm që në çdo kohë pa kursyer as jetën time
të luftoj për t'i mbrojtur interesat e shenjta të Atdheut.
Nëse shkel këtë betim, le të ndëshkohem me ligjet më të ashpra të luftës dhe nëse tradhtoj, qoftë i humbur gjaku im.

Betohem, betohem, betohem!

### Северная Македония
Присяга Югославской народной армии на македонском:

Я (имя и фамилия) торжественно обязуюсь верно служить своему народу, защищать мою родину Социалистическую Федеративную Республику Югославию, хранить братство и единство наших народов и честь ЮНА и добросовестно исполнять распоряжения моих командиров. Всегда буду готов бороться за свободу и честь Родины, в этой борьбе без сожаления отдам и свою жизнь.
Оригинальный текст (макед.)Јас (име и презиме) свечено се обврзувам верно да му служам на мојот народ, да ја бранам својата татковина, Социјалистичка Федеративна Република Југославија, да го чувам братството и единството на нашите народи и честа на ЈНА и совесно да ги извршувам наредбите на моите команданти. Секогаш ќе бидам подготвен да се борам за слободата и честа на татковината и во оваа борба без жалење ќе го дадам животот.

Присяга Вооруженных сил Республики Македония согласно Закону о службе в Армии Республики Македония («Официальный вестник Республики Македония» №77/12)

Я клянусь, что буду защищать свободу, суверенитет, независимость и территориальную целостность Республики Македония. Я буду дисциплинированно, добросовестно и ответственно выполнять свои обязанности защитника моей родины, Республики Македония, и буду бороться за ее свободу и честь.
Оригинальный текст (макед.)Се колнам дека ќе ги бранам слободата, сувереноста, самостојноста и територијалниот интегритет на Република Македонија. Дисциплинирано, совесно и одговорно ќе ги извршувам обврските и должностите како бранител на мојата татковина Република Македонија и ќе се борам за нејзината слобода и чест.

### Словения
Присяга Армии Государства сербов, хорватов и словенцев на словенском:

Я клянусь и молю Всемогущего Бога и мою честь, что я буду преданно и всей душой, всем сердцем, всей волей служить правительству Национального совета словенцев, хорватов и сербов безоговорочно везде и всегда, и что я буду исполнять и подчиняться приказам моих высших командиров и всем национальным законам и уставам ради прогресса, единства, свободы и силы. Вот чего я хочу, и да поможет мне Бог!
Оригинальный текст (словенск.)Prisegam in se rotim pri Bogu vsemogočnem in svoji časti, da hočem zvesto in z vso svojo dušo, z vsem svojim srcem, z vso svojo voljo služiti vladi Narodnega sveta Slovencev, Hrvatov in Srbov brezpogojno povsod, v vsakem času izvrševati in da hočem biti pokoren ukazom predpostavljenih zapovednikov in vsem narodnim postavam in zakonom za napredek, edinstvo, svobodo in moč. Tako hočem in to mi bog pomagaj!

Присяга Народно-освободительной армии Словении

Я, партизан Народно-освободительной армии словенского народа, который вместе со славной Рабоче-Крестьянской Красной Армией Советского Союза и всеми другими борющимися за свободу народами борется за освобождение и объединение словенского народа, за братство и мир между нациями и народами, за счастливое будущее трудящихся, клянусь перед своим народом и товарищами по заключению, что отдам все свои силы и все свои способности делу освобождения словенского народа, трудящихся и всего прогрессивного человечества в священной войне против фашистских угнетателей и варваров; что я не покину ряды партизан, в которые я вступил добровольно и сознательно, и не сложим оружия до полной победы над фашистскими оккупантами, до полного осуществления великой освободительной цели словенского народа. Клянусь, что ради этих великих освободительных целей я буду защищать честь и неприкосновенность нашего партизанского флага своей кровью и, если потребуется, пожертвую и своей жизнью. Боритесь за свободу!
Оригинальный текст (словенск.)Jaz, partizan osvobodilne ljudske armade slovenskega naroda, ki se ob boku slavne Delavske-Kmečke-Rdeče Armade Sovjetske Zveze ter vseh ostalih za svobodo borečih se narodov borim za osvoboditev in združitev slovenskega naroda, za bratstvo in mir med narodi in med ljudmi, za srečnejšo bodočnost delovnega ljudstva, prisegam pred svojim narodom in svojimi sobojevniki, da bom oddal vse svoje sile in vse svoje sposobnosti osvobodilni stvari slovenskega naroda, delovnega ljudstva in vsega naprednega človeštva v sveti vojni proti fašističnim tlačiteljem in barbarom; da ne bom zapustil partizanskih vrst, v katere sem prostovoljno in zavestno vstopil, in ne da bi odložil orožja do popolne zmage nad fašističnimi okupatorji, do popolnega uresničenja velikega osvobodilnega cilja slovenskega naroda. Prisegam, da bom za te velike osvobodilne cilje s svojo krvjo branil čast in nedotakljivost naše partizanske zastave in da bom, če bo to potrebno, žrtvoval tudi svoje življenje. Za svobodo v boj!

Присяга Словенского домобранства от 21 апреля 1944 года

Клянусь Всемогущим Богом, что буду верен, храбр и послушен своим начальникам, что в совместной борьбе с немецкими вооруженными силами, стоящими под командованием фюрера Великой Германии, войсками СС и полицией, против бандитов и против коммунизма, а также его союзников, я буду добросовестно исполнять свои обязанности за мою словенскую родину как часть свободной Европы. Ради этой борьбы я готов пожертвовать даже своей жизнью. Да поможет мне Бог!
Оригинальный текст (словенск.)Prisegam pri vsemogočnem Bogu, da bom zvest, hraber in svojim nadrejenim pokoren, da bom v skupnem boju z nemško oboroženo silo, stoječo pod poveljstvom vodje Velike Nemčije, SS četami in policijo, proti banditom in proti komunizmu, kakor tudi njegovim zaveznikom, svoje dolžnosti vestno izpolnjeval za svojo slovensko domovino kot del svobodne Evrope. Za ta boj sem pripravljen žrtvovati tudi svoje življenje. Tako mi Bog pomagaj!

Присяга Югославской народной армии на словенском:

Я (имя и фамилия) торжественно обязуюсь верно служить своему народу, защищать мою родину Социалистическую Федеративную Республику Югославию, хранить братство и единство наших народов и честь ЮНА и добросовестно исполнять распоряжения моих командиров. Всегда буду готов бороться за свободу и честь Родины, в этой борьбе без сожаления отдам и свою жизнь.
Оригинальный текст (словенск.)Ja (Ime in Priimek) svečano se obavezujem, da ču verno služiti svome narodu, da ču braniti svoju otačbinu Socialističku Federativnu Republiku Jugoslaviju, da ču čuvati bratstvo i jedinstvo naših naroda i ugled Jugoslovanske narodne armije i da ču savesno izvšavati naredženja svojih starešina. Uvek ču biti spreman, da se borim za slobodu i čast otačbine, ne žaleči, da u toj borbi dam i svoj život.

Присяга Вооружëнных сил Словении согласно Закону «Об обороне» 1994 года

Я торжественно клянусь защищать суверенитет, независимость, свободу и территориальную целостность моей родины, Республики Словении, и добросовестно и ответственно исполнять свои обязанности по ее защите.
Оригинальный текст (словенск.)Slovesno prisegam, da bom branil samostojnost, neodvisnost, svobodo in ozemeljsko celovitost svoje domovine Republike Slovenije ter vestno in odgovorno izvrševal dolžnosti pri njeni obrambi.

### Хорватия
Присяга хорватских добровольцев Ваффен-СС

Я клянусь фюреру, Адольфу Гитлеру, как верховному главнокомандующему германских вооруженных сил, в верности и храбрости.
Я клянусь лидеру и назначенным им начальникам, в повиновении до самой смерти.
Я клянусь Всемогущим Богом, что останусь верным хорватскому государству и его уполномоченному представителю Поглавнику,
буду защищать интересы хорватского народа и всегда буду уважать конституцию и законы хорватского народа.
Оригинальный текст (хорв.)Kunem se vođi, Adolfu Hitleru, kao vrhovnom zapovjedniku njemačkih oružanih snaga, na vjernost i hrabrost.

Zaklinjem se vođi i njegovim nadređenima na poslušnost do smrti.
Kunem se Svemogućim Bogom da ću ostati vjeran hrvatskoj državi i njenom ovlaštenom predstavniku poglavniku,

branit ću interese hrvatskog naroda i uvijek ću poštovati Ustav i zakone hrvatskog naroda.

Присяга Югославской народной армии на хорватском:

Я (имя и фамилия) торжественно обязуюсь верно служить своему народу, защищать мою родину Социалистическую Федеративную Республику Югославию, хранить братство и единство наших народов и честь ЮНА и добросовестно исполнять распоряжения моих командиров. Всегда буду готов бороться за свободу и честь Родины, в этой борьбе без сожаления отдам и свою жизнь.
Оригинальный текст (хорв.)Svečano se obvezujem (ime i prezime) vjerno služiti svom narodu, braniti svoju domovinu Socijalističku Federativnu Republiku Jugoslaviju, čuvati bratstvo i jedinstvo naših naroda i čast JNA, te savjesno izvršavati zapovijedi svojih zapovjednika.  Uvijek ću biti spreman boriti se za slobodu i čast Domovine, u ovoj ću borbi dati svoj život bez žaljenja.

Присяга Вооруженных сил Хорватии согласно Закону о службе в Вооруженных силах Республики Хорватия («Официальный вестник» №44/19 от 20.12.2019) 

Клянусь, что при исполнении своих обязанностей буду соблюдать Конституцию и закон, добросовестно и ответственно выполнять официальные приказы, защищать суверенитет и территориальную целостность Республики Хорватия, уважать и защищать основополагающие принципы свободы и равенства.
Оригинальный текст (хорв.)Prisežem da ću se u obnašanju svoje dužnosti pridržavati Ustava i zakona, da ću savjesno i odgovorno izvršavati službene zapovijedi, braniti suverenitet i teritorijalnu cjelovitost Republike Hrvatske te poštivati i štititi temeljna načela slobode i jednakosti.

## Военные присяги стран бывшей Чехословакии

### Чехия
Военнослужащие Вооружённых сил Чешской Республики принимают следующую присягу согласно §3a Закона № 219/1999 Сб., о Вооруженных силах Чешской Республики:

Я, солдат, сознавая свой гражданский и патриотический долг, торжественно заявляю, что буду верен Чешской Республике.
Я буду храбрым и дисциплинированным солдатом, буду выполнять задачи вооруженных сил и соблюдать правовые и воинские предписания. Я буду добросовестно учиться владеть военной техникой и оружием, готовиться к обороне Чешской Республики и защищать ее от внешнего нападения.
Я готов рискнуть своей жизнью, чтобы защитить свою Родину.
Я клянусь!
Оригинальный текст (чешск.)Já, voják, vědom si svých občanských a vlasteneckých povinností, slavnostně prohlašuji, že budu věrný České republice.
Budu vojákem statečným a ukázněným, budu plnit úkoly ozbrojených sil a budu dodržovat právní a vojenské předpisy. Svědomitě se budu učit ovládat vojenskou techniku a zbraně, připravovat se k obraně České republiky a budu ji bránit proti vnějšímu napadení.
Pro obranu vlasti jsem připraven nasadit i svůj život.

Tak přísahám!

### Словакия
Содержание военной присяги установлено в статье 3 Закона № 321/2002 Сб. о Вооруженных силах Словацкой Республики следующим образом:

Я торжественно клянусь быть верным Словацкой Республике. Обещаю, что буду ответственно выполнять задачи, вытекающие для вооруженных сил из Конституции Словацкой Республики, конституционных законов, законов, и буду выполнять военные приказы. Я буду честным, храбрым и дисциплинированным солдатом. Я готов защищать свободу, независимость, суверенитет, территориальную целостность Словацкой Республики и неприкосновенность ее границ. Ради этого я готов отдать все свои силы и способности и даже рискнуть своей жизнью. Так я клянусь!
Оригинальный текст (словац.)Slávnostne prisahám, že budem verný Slovenskej republike. Sľubujem, že budem zodpovedne plniť úlohy, ktoré ozbrojeným silám vyplývajú z Ústavy Slovenskej republiky, ústavných zákonov, zákonov, a budem vykonávať vojenské rozkazy. Budem čestným, statočným a disciplinovaným vojakom. Som pripravený brániť slobodu, nezávislosť, zvrchovanosť, územnú celistvosť Slovenskej republiky a nedotknuteľnosť jej hraníc. Na to som pripravený vynaložiť všetky svoje sily a schopnosti a nasadiť aj svoj život. Tak prisahám!

## Военные присяги других стран

### Австралия
Присяга рядового

Я (фамилия, имя) клянусь, что буду в качестве (звание и род войск) хорошо и верно служить в соответствии с законом ее величеству, ее наследникам и трону в течение (...) лет, (...) дней или до тех пор, пока моя служба не будет прекращена досрочно в соответствии с законом. Клянусь, что буду бороться с ее врагами и что во всех делах, касающихся моей службы, я буду верно исполнять свой долг в соответствии с законом. Да поможет мне Бог!
Оригинальный текст (англ.)I (surname, first name) swear that I will serve Her Majesty, her heirs and the throne well and faithfully in accordance with the law during (...) years, (...) days or until my service is terminated prematurely in accordance with the law. I swear that I will fight her enemies and that in all matters concerning my service, I will faithfully perform my duty in accordance with the law. God help me!

Присяга офицера

Я (фамилия, имя) присягаю в том, что буду верным и преданным ее величеству, ее наследникам и трону. Я буду, как меня обязывает долг, честно и верно защищать ее величество и ее наследников как лично, так и их корону и честь от всех врагов и буду признавать и исполнять все приказы ее величества и ее наследников, а также генералов и офицеров, поставленных надо мной.
Оригинальный текст (англ.)I (last name, first name) swear that I will be faithful and devoted to Her Majesty, her heirs to the throne. I will, as my duty requires, honestly and faithfully defend Her Majesty and her heirs personally, as well as their crown and honor from all enemies, and I will recognize and obey all orders of Her Majesty and her heirs, as well as the generals and officers assigned to me.

### Австрия
Присяга австро-венгерской армии
По сравнению с прежней версией, по которой клялись Францу Иосифу, была добавлена фраза "в воздухе".

Мы клянёмся Всемогущему Богу торжественной присягой быть верными и послушными Его Апостолическому Величеству, нашему Светлейшему государю и властителю Карлу Первому, Божией милостью императору Австрии, королю Богемии и так далее и Апостолическому королю Венгрии, а также повиноваться его генералам, вообще всем нашим начальникам и старшим, уважать и защищать их, исполнять их требования и приказы на любой службе, храбро и мужественно сражаться против любого врага, кто бы то ни был, и где только может потребовать воля Его императорского и королевского Высочества, на воде и на суше, в воздухе, днём и ночью, в битвах, штурмах, боях и вылазках всякого рода, одним словом, в любом месте, в любое время и во всех случаях, наши войска, знамёна, штандарты и орудия ни в коем случае не покидать, никогда не вступать в малейшее соглашение с врагами и всегда держать себя сообразно военным законам и как подобает смелым воинам и таким образом с честью жить и умереть. Да поможет нам Бог! Аминь!
Оригинальный текст (нем.)Wir schwören dem allmächtigen Gott, dass wir seiner apostolischen Majestät, unserem hellsten Herrn und Herrscher Karl dem Ersten, der Gnade Gottes, dem Kaiser von Österreich, dem König von Böhmen usw. und dem apostolischen König von Ungarn treu und gehorchen, und dass wir seine Generäle, im Allgemeinen alle unsere Obersten und ältesten, respektieren und schützen, ihre Anforderungen und Befehle in jedem Dienst erfüllen, tapfer und mutig gegen jeden Feind kämpfen, egal wer und wo sie sind, und wo auch immer sie sind, und er kann nur verlangen, dass der Wille seiner kaiserlichen und königlichen Hoheit, auf dem Wasser und an Land, in der Luft, Tag und Nacht, in Kämpfen, Angriffen, Kämpfen und Ausfällen aller Art, mit einem Wort, überall, jederzeit und in allen Fällen, unsere Truppen, Banner, Standarten und Waffen niemals verlassen, niemals das geringste Abkommen mit Feinden eingehen und sich immer gemäß den militärischen Gesetzen und wie es sich für mutige Krieger gehört, halten und sich so ehrenvoll leben lassen und sterben. Möge Gott uns helfen! Amen!

Солдаты австрийской армии приносят присягу с такой формулировкой:

Я клянусь защищать с оружием в руках мое отечество, Австрийскую Республику и ее народ. Я клянусь быть верным и послушным законам и законным властям, своевременно и точно выполнять все приказы моего начальства и всеми своими силами служить Австрийской Республике и австрийскому народу.
Оригинальный текст (нем.)Ich gelobe, mein Vaterland, die Republik Österreich, und sein Volk zu schützen und mit der Waffe zu verteidigen. Ich gelobe, den Gesetzen und den gesetzmäßigen Behörden Treue und Gehorsam zu leisten, alle Befehle meiner Vorgesetzten pünktlich und genau zu befolgen und mit allen meinen Kräften der Republik Österreich und dem österreichischen Volke zu dienen.

### Албания
В качестве члена Вооруженных сил Республики Албания я клянусь быть верным солдатом моего народа, достойным, смелым и дисциплинированным воином. Я буду выполнять все требования Конституции, законов и буду готов в любое время и в любом месте, не щадя своей жизни, защищать Отечество. И да обрушится на меня самое ужасное наказание закона, если я нарушу свою торжественную клятву! Клянусь.
Оригинальный текст (алб.)Si pjesëtar i Forcave të Armatosura të Republikës së Shqipërisë, betohem të jem një ushtar besnik i popullit tim, një luftëtar i denjë, trim dhe i disiplinuar. Unë do të respektoj të gjitha kërkesat e Kushtetutës dhe ligjeve dhe do të jem gati në çdo kohë dhe në çdo vend, pa kursyer jetën time, për të mbrojtur Atdheun. Dhe dënimi më i tmerrshëm i ligjit mund të bjerë mbi mua nëse thyej betimin tim solemn! Betohem.

### Болгария
Присяга Болгарского земского войска от 1879 года

Я, нижеподписавшийся, клянусь перед Всемогущим Богом, что, призванный на службу в части Болгарского Земского Войска, буду служить честно и усердно, исполняя приказы начальства и не покину свою часть, пока не получу разрешения вернуться домой. В свидетельство чего целую слова и крест Спасителя. Аминь. Клянусь!
Оригинальный текст (болг.)Аз, долуподписаният, се кълна пред Всемогущия Бог, че призован на служба в частите на Българската земска войска, ще служа честно и усърдно, изпълнявайки заповедите на началниците си и няма да напускам своята част, докато не получа разрешение да се завърна у дома. В свидетелство на което целувам думите и кръста на Спасителя. Амин. Заклех се!

Присяга Армии Княжества Болгария согласно Закону о наборе новобранцев в болгарскую армию от 25 ноября (7 декабря) 1880 года

Обещаю и клянусь именем Всемогущего Бога, что я, призванный в ряды армии Болгарского княжества, буду честно и верно служить Его Высочеству Болгарскому Князю и Отечеству, исполняя все его приказания точно и беспрекословно, и не щадя своей жизни как в мирное время для сохранения порядка и закона, так и на войне с врагами моего Отечества. В свидетельство чего целую крест и слова святого Евангелия. Аминь. Клянусь!
Оригинальный текст (болг.)Обещавам се и се кълна в името на Всемогъщия Бог, че аз, който съм повикан в редовете на войската на Българското княжество, ще слугувам честно и вярно на Негово Височество българский княз и отечеството, като изпълнявам точно и безпрекословно всичките му заповеди и няма да пожаля живота си, както в мирно време за запазване на порядъка и законността, тъй също и във война против враговете на моето Отечество. В свидетелство на което целувам кръста и думите на светото евангелие. Амин. Заклех се!

Присяга Армии Княжества Болгария согласно Закону о о несении воинских тягот от 9 (22) декабря 1893 года

Обещаю и клянусь именем Всемогущего Бога, что я, призванный в ряды войска Болгарского княжества, буду служить Князю и Отечеству честно и верно и не пощажу своей жизни как в мирное время для сохранения порядка и законов страны, так и во время войны против врагов моего отечества, во свидетельство чего целую крест и слова Святого Евангелия. Аминь. 
Оригинальный текст (болг.)Обещавам се и се кълна в името на всемогъщия Бог, че аз, който съм повикан в редовете на войската на Българското княжество, ще слугувам честно и вярно на Княза и Отечеството и няма да пожаля живота си както в мирно време за запазвание реда и законите на страната, тъй и във време на война против враговете на моето отечество, в свидетелство на което целувам кръста и думите на Светото Евангелие. Амин.

Присяга Болгарской народной армии от 1950 года:

Я, гражданин Народной Республики Болгарии, при вступлении в ряды Вооруженных Сил торжественно клянусь быть честным, храбрым, дисциплинированным и бдительным воином, строго хранить военную и государственную тайну, беспрекословно выполнять законы, воинские уставы и приказы командиров и начальников. Клянусь добросовестно изучать военное дело, всеми силами и средствами беречь военное и народное имущество, быть преданным своему народу, своей социалистической Родине и народному правительству до последнего вздоха. Я всегда готов по приказу народного правительства встать на защиту своей Родины — Народной Республики Болгарии — и как воин Вооруженных Сил клянусь защищать свою Родину мужественно, умело, с достоинством и честью, не щадя своей крови и даже жизни для достижения полной победы над врагами. Если я нарушу эту торжественную клятву, то пусть меня постигнет суровое наказание закона Народной Республики и всеобщая ненависть и презрение трудящихся.
Оригинальный текст (болг.)Аз, гражданин на Народна република България, като встъпвам в редовете на Въоръжените сили, тържествено се заклевам да бъда честен, храбър, дисциплиниран и бдителен воин, да пазя строго военната и държавната тайна, безпрекословно да изпълнявам законите, военните устави и заповедите на своите командири и началници. Заклевам се добросъвестно да изучавам военното дело, с всички сили и средства да пазя военното и народното имущество и до последния си дъх да бъда предан на своя народ, на своята социалистическа родина и на народното правителство. Готов съм винаги по заповед на народното правителство за защитя своята родина – Народна република България – и като воин от Въоръжените сили се заклевам да защищавам родината си мъжествено, умело, с достойнство и чест, без да щадя кръвта си и дори живота си за постигане на пълна победа над враговете.  Ако наруша тази моя тържествена клетва, нека ме постигне суровото наказание на закона на Народната република и всеобщата омраза и презрение на трудещите се.

Присяга Вооруженных сил Болгарии согласно ст. 89 Закона об обороне и вооруженных силах 1996 года

Клянусь именем Республики Болгарии честно служить своему народу, соблюдать Конституцию, законы страны и воинские уставы, беспрекословно выполнять приказы командиров и начальников, мужественно защищать целостность и независимость своей Родины и, если потребуется, отдать за нее свою жизнь, за воинскую честь и славу боевого знамени. Клянусь!
Оригинальный текст (болг.)Заклевам се в името на Република България да служа честно на народа си, да спазвам Конституцията, законите на страната и военните устави, да изпълнявам безпрекословно заповедите на своите командири и началници, храбро да защитавам целостта и независимостта на моята Родина и ако се наложи, да дам живота си за нея, за воинската чест и за славата на бойното знаме. Заклех се!

### Ватикан
Новобранцы Папской швейцарской гвардии обязаны принять присягу. Текст присяги следующий:

Клянусь служить верно, преданно и с честью Верховному Понтифику (далее следует имя Понтифика, прим. ред.) и его законным преемникам, а также посвятить себя им всеми своими силами, жертвуя, если необходимо, даже своей жизнью ради их защиты. Я также принимаю на себя эти обязательства в отношении Священной коллегии кардиналов на период вакантной кафедры. Я также обещаю капитану-командору и другим моим начальникам уважение, преданность и послушание. Я клянусь. Да помогут мне Бог и наши Святые Покровители. 
Оригинальный текст (итал.)Giuro di servire fedelmente, lealmente e onorevolmente il Sommo Pontefice (segue il nome del Pontefice, n.d.r.) e i suoi legittimi successori, come pure di dedicarmi a loro con tutte le forze, sacrificando, ove occorra, anche la vita per la loro difesa. Assumo del pari questi impegni riguardo al Sacro Collegio dei Cardinali per la durata della Sede vacante. Prometto inoltre al Capitano Comandante e agli altri miei Superiori rispetto, fedeltà e ubbidienza. Lo giuro. Che Iddio e i nostri Santi Patroni mi assistano.

### Великобритания
Военнослужащие Вооруженных сил Великобритании приносят присягу в такой формулировке (от 8 сентября 2022 года):

Я клянусь всемогущим Богом, что я буду верен и храню истинную верность его Величеству королю Карлу III, его наследникам и преемниц, и что я буду, как и положено по долгу службы, честно и преданно защищать его Величество, его наследников и преемниц лично, корону и достоинство от всех врагов и буду соблюдайте и повинуйтесь всем приказам Его Величества, его наследников и преемниц, а также генералов и офицеров, поставленных надо мной.
Оригинальный текст (англ.)I swear by almighty God that I will be faithful, and bear true allegiance to his Majesty King Charles III, his heirs and successors, and that I will as in duty bound, honestly and faithfully defend his Majesty, his heirs and successors in person, crown and dignity, against all enemies, and will observe and obey all orders of His Majesty, his heirs and successors and the generals and officers set over me.

### Венгрия
Присяга Венгерской народной армии

Я, сын трудового венгерского народа, клянусь быть верным солдатом Венгерской Народной Республики.
Я буду добросовестно и честно исполнять свой долг в соответствии с Конституцией, законами и законными указами Народной Республики. Я подчиняюсь приказам своих начальников и вышестоящих лиц.
Клянусь защищать свою родину, Венгерскую Народную Республику, от всех внешних и внутренних врагов, даже ценой своей жизни. Я никогда не вступлю ни в малейшее соглашение с врагом, я буду сражаться с ним храбро и мужественно всегда и везде. Вдохновленный примером наших предшественников — борцов за свободу, я поведу наши флаги к победе.
Я защищу своих командиров, свои знамена, своих товарищей и не брошу свои войска, оружие и другую боевую технику. Я осваиваю военное дело. Я буду вести себя образцово и поддерживать дисциплину всеми законными способами. Я забочусь о своих подчинённых по мере своих сил, воспитывая из них сознательных патриотов и борцов за свободу народов.
Я буду сохранять и обеспечивать сохранность имущества Вооруженных Сил и другого национального имущества. Я буду добросовестно хранить служебную и государственную тайну.
В мире и на войне я веду себя как истинный сын своего народа, живу и умираю с честью.
А если я нарушу свою клятву, пусть меня поразит закон Народной Республики и презрение наших трудящихся.
Оригинальный текст (венг.)Én, a dolgozó magyar nép fia, esküszöm, hogy a Magyar Népköztársaság hűséges katonája leszek.

A népköztársaság alkotmányához, törvényeihez és törvényes rendeleteihez híven, becsülettel teljesítem kötelességemet. Elöljáróim és feljebbvalóim parancsinak engedelmeskedem.
Esküszöm, hogy hazámat, a Magyar Népköztársaságot minden külső és belső ellenség ellen, életem feláldozásával is megvédem. Az ellenséggel soha a legkisebb egyetértésbe nem bocsátkozom, ellene mindenkor, mindenütt bátran és férfiasan harcolok. Zászlóinkat, szabadságharcos elődeink példáján lelkesülve, győzelemre viszem.
Parancsnokaimat, zászlóinkat, elvtársaimat megvédem, csapatainkat, fegyvereinket és egyéb harci eszközeinket nem hagyom. A katonai ismereteket elsajátítom. Példaadóan viselkedem és a fegyelmet minden törvényes eszközzel fenntartom. Alárendeltjeimről legjobb tudásom szerint gondoskodom, őket öntudatos hazafiakká és a népek szabadságának harcosává nevelem.
A fegyveres erők vagyonát és más népi vagyont megőrzöm és megőriztetem. A szolgálati és államtitkot híven megtartom.
Békében és háborúban egyaránt népünk igaz fiához méltó módon viselkedem, becsülettel élek és halok.

Ha pedig eskümet megszegem, sújtson a népköztársaság törvénye és dolgozó népünk megvetése.

### Германия

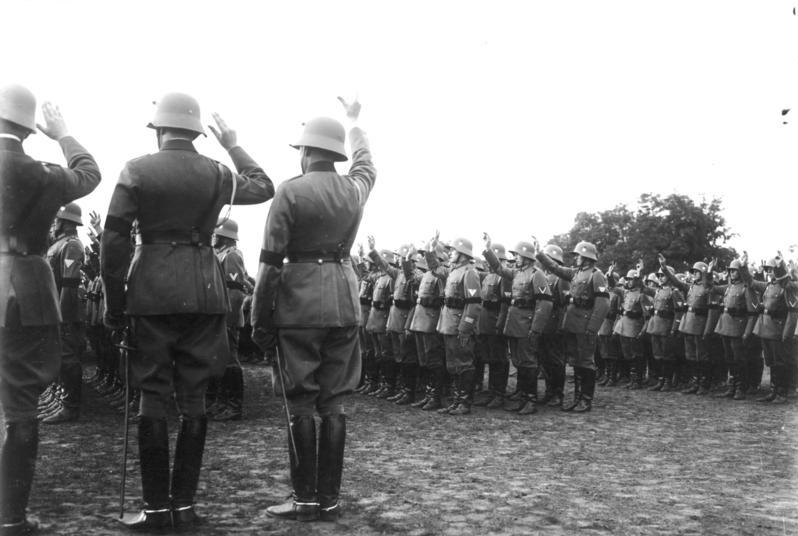
Солдаты Рейхсвера присягают Адольфу Гитлеру, август 1934 года.

Присяга Рейхсвера, принятая 14 августа 1919 года:

Я клянусь в верности Конституции германского государства и своей родной стране, клянусь в любое время как храбрый солдат защищать свое Отечество и его законные учреждения и повиноваться государственному президенту и своим начальникам.
Оригинальный текст (нем.)Ich schwöre Treue der Reichsverfassung und gelobe, dass ich als tapferer Soldat das Deutsche Reich und seine gesetzmäßigen Einrichtungen jederzeit schützen, dem Reichspräsidenten und meinen Vorgesetzten Gehorsam leisten
Новая форма присяги Рейхсвера, принятая 2 декабря 1933 года:

Я приношу перед Богом эту священную присягу в том, что всегда буду верно и честно служить своему народу и Отечеству и буду готов как храбрый и послушный солдат в любое время положить свою жизнь за принесенную мною присягу.
Оригинальный текст (нем.)Ich schwöre bei Gott diesen heiligen Eid, dass ich meinem Volk und Vaterland allzeit treu und redlich dienen und als tapferer und gehorsamer Soldat bereit sein will, jederzeit für diesen Eid mein Leben einzusetzen

Присяга Рейхсвера (с мая 1935 Вермахта) от 20 августа 1934 года:

Я приношу перед Богом эту священную присягу в том, что я буду беспрекословно повиноваться верховному главнокомандующему вермахта, вождю немецкого государства и народа Адольфу Гитлеру и буду готов как храбрый солдат в любое время положить свою жизнь за принесенную мною присягу.
Оригинальный текст (нем.)Ich schwöre bei Gott diesen heiligen Eid, dass ich dem Führer des Deutschen Reiches und Volkes, Adolf Hitler, dem Oberbefehlshaber der Wehrmacht, unbedingten Gehorsam leisten und als tapferer Soldat bereit sein will, jederzeit für diesen Eid mein Leben einzusetzen.
Присяга воинов СС:

Клянусь тебе, Адольф Гитлер, Фюреру и канцлеру германского рейха, Быть верным и храбрым, Храня послушание до самой смерти. Да поможет мне Бог!
Оригинальный текст (нем.)Ich schwöre Dir, Adolf Hitler, als Führer und Kanzler des Deutschen Reiches, Treue und Tapferkeit. Ich gelobe Dir und den von Dir bestimmten Vorgesetzten Gehorsam bis in den Tod! So wahr mir Gott helfe!
Присяга Национальной народной армии ГДР в 1959—1961 годах:

Я клянусь всегда служить верой и правдой своей родине, Германской Демократической Республике, по приказу рабоче-крестьянской власти защищать её от любого врага даже с риском для собственной жизни, обеспечивать беспрекословное исполнение приказов военного командования, всегда и везде отстаивать честь нашей Республики и её Национальной Народной Армии.
Оригинальный текст (нем.) Ich schwöre
Meinem Vaterland, der Deutschen Demokratischen Republik,

allzeit treu zu dienen, sie auf Befehl der Arbeiter- und Bauernregierung

unter Einsatz meines Lebens gegen jeden Feind zu schützen,

den militärischen Vorgesetzten unbedingten Gehorsam zu leisten,

immer und überall die Ehre unserer Republik und ihrer Nationalen Volksarmee zu wahren.

Присяга Национальной народной армии ГДР в 1962—1989 годах:

Я клянусь во все времена верно служить Германской Демократической Республике, своему Отечеству и охранять его по приказу правительства рабочих и крестьян от любого врага.
Я клянусь как солдат Национальной народной армии всегда быть готовым на стороне Советской армии и армий союзных с нами социалистических стран защищать социализм от любых врагов и отдать свою жизнь ради достижения победы.
Я клянусь быть честным, храбрым, дисциплинированным и бдительным солдатом, выказывать вышестоящим военным чинам беспрекословное повиновение, исполнять приказы со всей решимостью и всегда строго хранить военные и государственные тайны.
Я клянусь сознательно осваивать военные знания, выполнять военные уставы, всегда и везде поддерживать честь нашей республики и ее Национальной народной армии. Если я когда-либо преступлю эту торжественно данную мною клятву, пусть меня постигнет суровое наказание по законам нашей республики и презрение трудового народа.
Оригинальный текст (нем.)Ich schwöre Der Deutschen Demokratischen Republik, meinem Vaterland, allzeit treu zu dienen und sie auf Befehl der Arbeiter-und-Bauern-Regierung gegen jeden Feind zu schützen.

Ich schwöre An der Seite der Sowjetarmee und der Armeen der mit uns verbündeten sozialistischen Länder als Soldat der Nationalen Volksarmee

jederzeit bereit zu sein, den Sozialismus gegen alle Feinde zu verteidigen und mein Leben zur Erringung des Sieges einzusetzen.
Ich schwöre Ein ehrlicher, tapferer, disziplinierter und wachsamer Soldat zu sein, den militärischen Vorgesetzten unbedingten Gehorsam zu leisten, die Befehle mit aller Entschlossenheit zu erfüllen und die militärischen und staatlichen Geheimnisse immer streng zu wahren.
Ich schwöre Die militärischen Kenntnisse gewissenhaft zu erwerben, die militärischen Vorschriften zu erfüllen und immer und überall die Ehre unserer Republik und ihrer Nationalen Volksarmee zu wahren.

Sollte ich jemals diesen meinen feierlichen Fahneneid verletzen, so möge mich die harte Strafe des Gesetzes unserer Republik und die Verachtung des werktätigen Volkes treffen.
Присяга Национальной народной армии ГДР в 1990 году:

Я клянусь,
в соответствии с законами Германской Демократической Республики,
всегда дисциплинированно и с честью выполнять свой воинский долг.
Я клянусь
приложить все свои силы для сохранения мира
и защиты Германской Демократической Республики.
Оригинальный текст (нем.)Ich schwöre,
getreu den Gesetzen der Deutschen Demokratischen Republik,

meine militärischen Pflichten stets diszipliniert und ehrenhaft zu erfüllen.
Ich schwöre,

meine ganze Kraft zur Erhaltung des Friedens

und zum Schutz der Deutschen Demokratischen Republik einzusetzen.

Текст присяги, согласно пункту № 9 устава Бундесвера:

Я клянусь верно служить Федеративной Республике Германия и храбро защищать права и свободу немецкого народа. Да поможет мне Бог!
Оригинальный текст (нем.)Ich schwöre, der Bundesrepublik Deutschland treu zu dienen und das Recht und die Freiheit des deutschen Volkes tapfer zu verteidigen, so wahr mir Gott helfe.

### Греция
Присяга Батальонов безопасности

Клянусь Богом святой этой клятвой, что буду абсолютно подчиняться приказам верховного командующего германской армии Адольфа Гитлера.
Буду добросовестно выполнять все возложенные на меня обязанности и буду безоговорочно подчиняться приказам вышестоящих.
Хорошо знаю, что за возражения против моих обязательств, которые настоящим я принимаю, я буду наказан согласно немецким военным законам. 
Оригинальный текст (греч.)Ορκίζομαι στον Θεό με αυτόν τον ιερό όρκο, ότι θα υπακούσω άνευ όρων στις εντολές του Ανώτατου Διοικητή του γερμανικού στρατού, Αδόλφου Χίτλερ.

Θα εκτελώ τα καθήκοντά μου με αφοσίωση και αφοσίωση και θα υπακούω άνευ όρων στις εντολές των ανωτέρων μου.

Γνωρίζω πλήρως ότι οποιαδήποτε αντίρρηση στις δεσμεύσεις μου θα έχει ως αποτέλεσμα την τιμωρία μου από τις γερμανικές στρατιωτικές αρχές.

Присяга Народно-освободительной армии Греции (1941-1945) 

Клянусь греческим народом и своей совестью, что буду бороться до последней капли крови за полное освобождение Греции от иностранного ига.
Я буду бороться за защиту интересов греческого народа, за восстановление и укрепление его свобод и всех его суверенных прав.
С этой целью я буду добросовестно и дисциплинированно выполнять приказы и распоряжения моих начальников и буду избегать любых действий, которые опозорят меня как личность и как бойца трудового греческого народа.
Оригинальный текст (греч.)Ορκίζομαι στον Ελληνικό Λαό και τη συνείδησή μου, ότι θ’ αγωνισθώ έως την τελευταία σταγόνα του αίματός μουγια την πλήρη απελευθέρωση της Ελλάδας από τον ξενικό ζυγό.

Ότι θ’ αγωνισθώ για την περιφρούρηση των συμφερόντων του Ελληνικού Λαού και την αποκατάσταση και κατοχύρωση των ελευθεριών και όλων των κυριαρχικών δικαιωμάτων του.

Για τον σκοπό αυτό θα εκτελώ ευσυνείδητα και πειθαρχικά τις εντολές και οδηγίες των ανωτέρων μου οργάνων και θ’ αποφεύγω κάθε πράξη που θα με ατιμάζη σαν άτομο και σαν αγωνιστή του Εργαζόμενου Ελληνικού Λαού.

Присяга Демократической армии Греции (1946-1949)

Я, дитя народа Греции и боец ДАГ, клянусь сражаться с оружием в руках, проливать свою кровь и отдать свою жизнь, чтобы изгнать последнего иностранного оккупанта с земли моей родины. Уничтожить все следы фашизма. Обеспечивать и защищать национальную независимость и территориальную целостность моей Родины. Обеспечивать и защищать демократию, честь, труд, собственность и прогресс моего народа.
Клянусь быть хорошим, храбрым и дисциплинированным солдатом, выполнять все приказы начальства, соблюдать все положения устава и хранить тайны ДАГ.
Я клянусь быть образцом хорошего поведения по отношению к народу, носителем и вдохновителем народного единства и примирения и избегать любых действий, которые могут разоблачить и опозорить меня как личность и как борца.
Мой идеал — более свободная и сильная демократическая Греция, прогресс и процветание народа. И на службу своему идеалу я отдаю свое оружие и свою жизнь.
Если я когда-либо явлюсь присягнувшим и из дурных намерений нарушу свою клятву, пусть карающая рука моей родины, а также ненависть и презрение моего народа безжалостно падут на меня.
Оригинальный текст (греч.)Εγώ, παιδί του λαού της Ελλάδας και μαχητής του ΔΣΕ, ορκίζομαι να πολεμήσω με το όπλο στο χέρι, να χύσω το αίμα μου και να δώσω και την ίδια μου τη ζωή για να διώξω απ’ τα χώματα της πατρίδας μου και τον τελευταίο ξένο καταχτητή. Για να εξαφανίσω κάθε ίχνος φασισμού. Για να εξασφαλίσω και να υπερασπίσω την εθνική ανεξαρτησία και την εδαφική ακεραιότητα της πατρίδας μου. Για να εξασφαλίσω και να υπερασπίσω τη δημοκρατία, την τιμή, την εργασία, την περιουσία και την πρόοδο του λαού μου.

Ορκίζομαι να 'μαι καλός, γενναίος και πειθαρχικός στρατιώτης, να εχτελώ όλες τις διαταγές των ανωτέρων μου, να τηρώ όλες τις διατάξεις του κανονισμού και να κρατώ τα μυστικά του ΔΣΕ.
Ορκίζομαι να 'μαι υπόδειγμα καλής συμπεριφοράς προς το λαό, φορέας και εμψυχωτής στη λαϊκή ενότητα και συμφιλίωση και να αποφεύγω κάθε πράξη που θα με εκθέτει και θα με ατιμάζει, σαν άτομο και σαν μαχητή.
Ιδανικό μου έχω τη λεύτερη και ισχυρή δημοκρατική Ελλάδα και την πρόοδο και ευημερία του λαού. Και στην υπηρεσία του ιδανικού μου θέτω το όπλο μου και τη ζωή μου.

Αν ποτέ φανώ επίορκος και από κακή πρόθεση παραβώ τον όρκο μου ας πέσει πάνω μου αμείλικτο το τιμωρό χέρι της πατρίδας και το μίσος και η καταφρόνια του λαού μου.

### Израиль

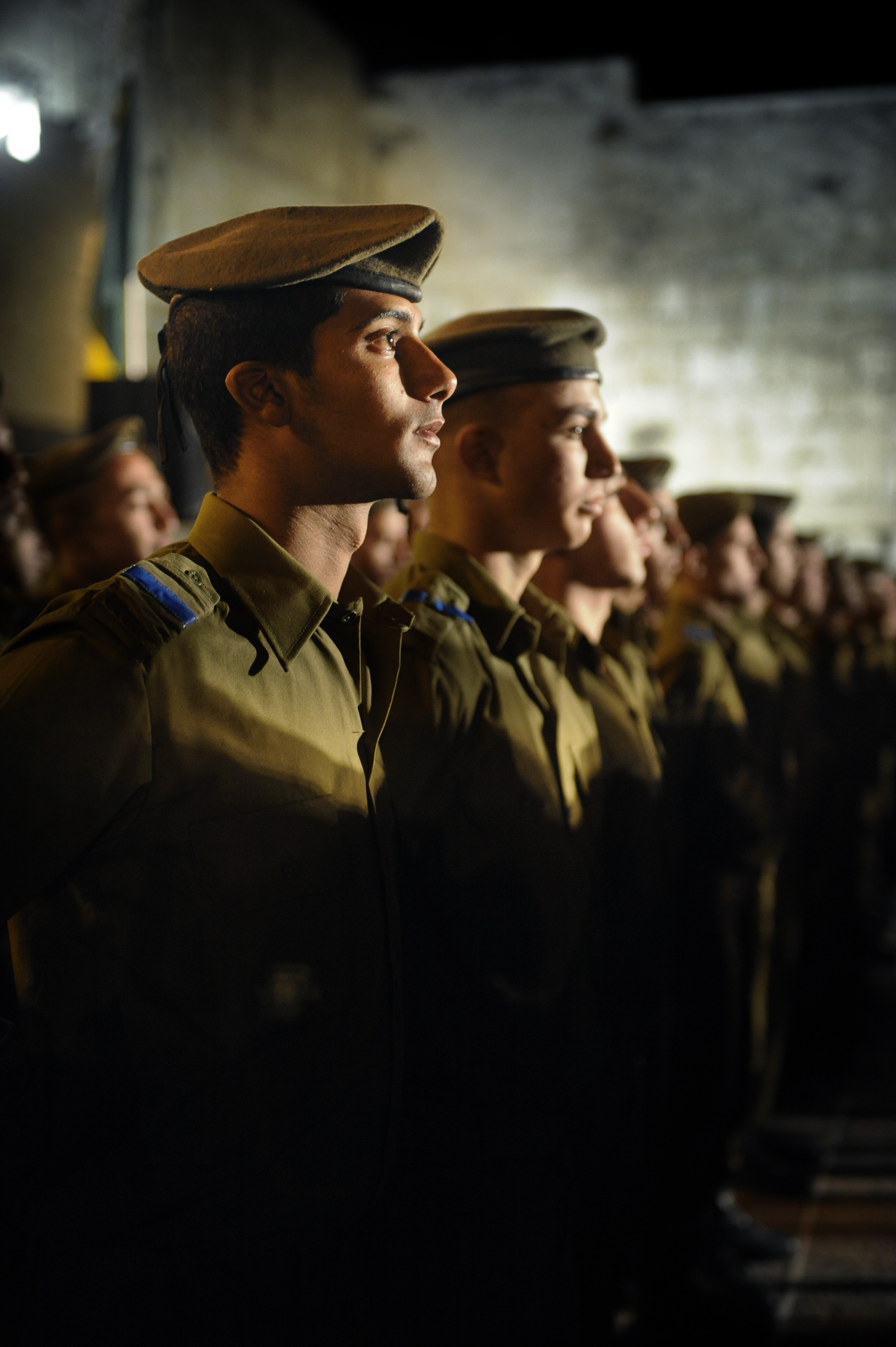
Присяга солдат бригады Голани. Стена плача в Иерусалиме. 2011 год.

Текст военной присяги солдата Цахала был установлен в 1948 году. Согласно приказам генерального штаба (в израильской армии они заменяют устав), каждый военнослужащий Цахала должен присягнуть на верность государству Израиль, его законам и избранному правительству.
Текст присяги:

Я присягаю обязуюсь и клянусь хранить верность государству Израиль его законам и власти принять на себя безоговорочно и беспрекословно всё бремя армейской дисциплины повиноваться приказам и распоряжениям полномочных командиров посвятить все свои силы и даже пожертвовать жизнью ради защиты Родины и свободы Израиля.
Оригинальный текст (иврит)הנני נשבע (ת) ומתחייב (ת) בהן צדקי לשמור אמונים למדינת ישראל לחוקיה ולשלטונותיה המוסמכים, לקבל על עצמי ללא תנאי וללא סייג עול משמעתו של צבא הגנה לישראל, לציית לכל הפקודות וההוראות הניתנות על ידי המפקדים המוסמכים ולהקדיש את כל כוחותיי ואף להקריב את חיי להגנת המולדת ולחירות ישראל.
Религиозные солдаты имеют право вместо слов נשבע (присягаю) говорить מצהיר (обещаю).
По окончании присяги призывнику выдаётся экземпляр священной книги по выбору (Тора, Новый Завет или Коран).

### Ирландия
Я [ИМЯ] клянусь [ИЛИ торжественно заявляю], что я буду верен Ирландии и верен ее Конституции, и что, пока я нахожусь в Вооруженных Силах, я буду подчиняться всем законным приказам, отдаваемым мне моими вышестоящими офицерами, и пока я нахожусь в Вооруженных силах с постоянной службой, я не стану членом и не буду поддерживать какую-либо политическую организацию, ассоциацию или тайное общество, и что, если я буду принадлежать к Вооруженным силам временной службы, я не буду принадлежать к Временно действующим вооруженным силам, стать членом любого тайного общества или поддержать его.
Оригинальный текст (англ.)I [NAME] swear [OR solemnly declare] that I will be loyal to Ireland and faithful to its Constitution, and that as long as I am in the Armed Forces, I will obey all lawful orders given to me by my superior officers, and as long as I am in the Armed Forces with permanent service, I will not become a member and I will not support any political organization, association, or secret society, and that if I belong to the Temporary Service Armed Forces, I will not belong to the Temporary Armed Forces, become a member of any secret society, or support it.
Оригинальный текст (ирл.)Tugaim [AINM] faoi mhionn [NÓ dearbhaím go sollúnta] go mbeidh mé dílis D 'Éirinn agus dílis dá Bunreacht, agus fad a bheidh mé sna Fórsaí Armtha, go gcloífidh mé le gach ordú dleathach a thugann m' oifigigh uachtaracha dom, agus fad a bheidh mé sna Fórsaí Armtha le buanseirbhís, ní thiocfaidh mé chun bheith ina chomhalta agus ní thacóidh mé le haon eagraíocht pholaitiúil, comhlachas ná cumann rúnda, agus má bhaineann Mé Le Fórsaí Armtha Na Seirbhíse Sealadaí, ní bhainfidh mé leis na Fórsaí Armtha Sealadacha, ní thiocfaidh mé chun bheith ina bhall d ' aon chumann rúnda, ná tacóidh mé leis.

### Италия
В течение двадцати лет фашизма присяга королю , согласно военно-дисциплинарному уставу, изданному королевским указом от 24 июня 1929 года, была следующей:

Клянусь хранить верность Его Величеству Королю и его Королевским Преемникам, добросовестно соблюдать Статут и другие законы Государства и исполнять все обязанности моего Государства с единственной целью нераздельного блага Короля и Отечества.
Оригинальный текст (итал.)Giuro di essere fedele a Sua Maestà il Re ed ai suoi Reali Successori, di osservare lealmente lo Statuto e le altre leggi dello Stato e di adempiere tutti i doveri del mio Stato, con il sol scopo del bene inseparabile del Re e della Patria.

В настоящее время данная дисциплина закреплена в статьях Воинского устава 621 и 627, а формула предусмотрена ст. 575 Указа Президента от 15 марта 2010 г., номер 90; он является уникальным для всех граждан Италии, имеющих военное положение, и гласит:

Клянусь хранить верность Итальянской Республике, соблюдать ее Конституцию и законы, дисциплинированно и с честью исполнять все обязанности моего государства для защиты Отечества и защиты институтов свободы.
Оригинальный текст (итал.)Giuro di essere fedele alla Repubblica Italiana, di osservarne la Costituzione e le leggi e di adempiere con disciplina e onore tutti i doveri del mio stato per la difesa della Patria e la salvaguardia delle libere istituzioni.

### Польша

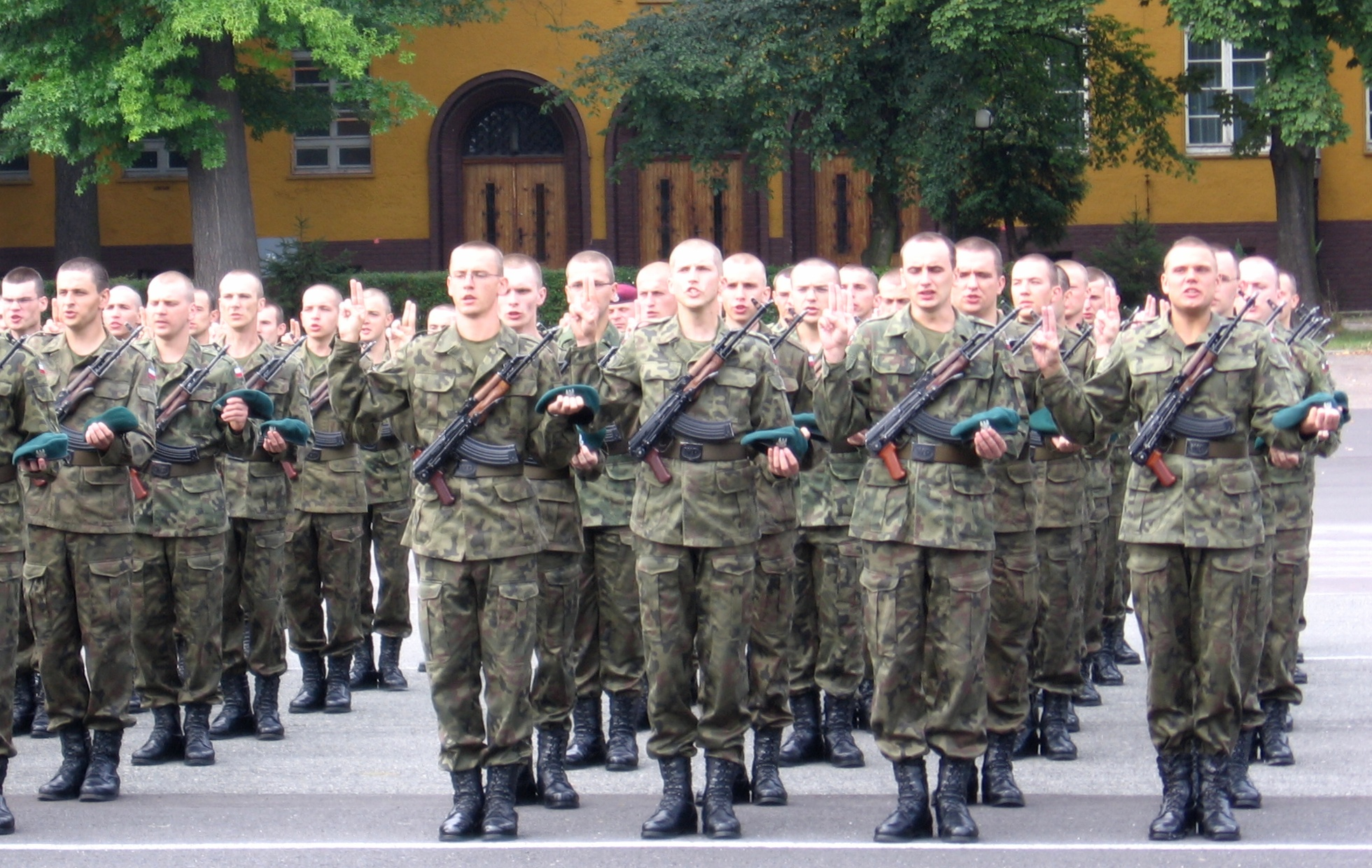
Присяга на верность Республике Польша. Офицерское училище сухопутных войск. 2007 год.

Действующий текст военной присяги Войска польского установлен Законом о воинской присяге от 3 октября 1992 года:

Я, солдат Войска польского, клянусь верно служить Республике Польша, защищать её независимость и границы. Стоять на страже Конституции, хранить честь польского солдата, защищать воинское знамя. За дело моей Родины в беде ни собственной крови, ни жизни не щадить. Да поможет мне Бог.
Оригинальный текст (пол.)Ja, żołnierz Wojska Polskiego, przysięgam służyć wiernie Rzeczypospolitej Polskiej, bronić jej niepodległości i granic. Stać na straży Konstytucji, strzec honoru żołnierza polskiego, sztandaru wojskowego bronić. Za sprawę mojej Ojczyzny w potrzebie krwi własnej ani życia nie szczędzić. Tak mi dopomóż Bóg.
Произнесение последней строки не обязательно и зависит от личного решения воина.

### Финляндия
Я (фамилия, имя) обещаю перед Богом всемогущим и всеведущим быть достойным гражданином, преданным финляндскому государству. Я буду честно служить моей стране и положу все мои силы, чтобы укрепить ее счастье и благополучие.
Я буду повсюду и в любых условиях, в мирное время, как и в военное время защищать мое Отечество, его конституционный государственный строй и законного главу государства.
Если я узнаю о чем-либо, представляющем угрозу для законного главы государства или для основ конституционного строя страны, я незамедлительно сообщу об этом властям.
Я ни при каких обстоятельствах не покину расположение той воинской части, которой я принадлежу, или мой пост в пределах данной части и до последних сил буду исполнять то задание, которое мне поручено.
Я обещаю вести себя честно и открыто, подчиняться моим военным начальникам, следовать законам и распоряжениям, а также хранить служебные тайны, которые мне доверены.
Я также буду держаться ровно с моими товарищами по оружию и буду им помогать.
Я никогда не преступлю свой служебный долг, будь то из-за родственных связей, по дружбе, зависти, из-за вражды, ради получения подарков или по любой другой причине.
Если же меня поставят на руководящую должность, я обязуюсь быть справедливым по отношению к подчиненным, заботиться об их благополучии, узнавать об их желаниях, быть их советчиком и руководителем, а также буду стремиться к тому, чтобы быть для них хорошим и воодушевляющим примером.
Я буду исполнять все это, следуя своей чести и совести.
Оригинальный текст (фин.)Minä N. N. lupaan ja vakuutan kaikkivaltiaan ja kaikkitietävän Jumalan edessä (vakuutuksessa: kunniani ja omantuntoni kautta), olevani Suomen valtakunnan luotettava ja uskollinen kansalainen. Tahdon palvella maatani rehellisesti sekä parhaan kykyni mukaan etsiä ja edistää sen hyötyä ja parasta. Minä tahdon kaikkialla ja kaikissa tilanteissa, rauhan ja sodan aikana puolustaa isänmaani koskemattomuutta, sen laillista valtiojärjestystä sekä valtakunnan laillista esivaltaa. Jos havaitsen tai saan tietää jotakin olevan tekeillä laillisen esivallan kukistamiseksi tai maan valtiojärjestyksen kumoamiseksi, tahdon sen viipymättä viranomaisille ilmoittaa. Joukkoa, johon kuulun sekä paikkaani siinä, en jätä missään tilanteessa, vaan niin kauan kuin minussa voimia on, suoritan saamani tehtävän loppuun. Lupaan käyttäytyä kunnollisesti ja ryhdikkäästi, totella esimiehiäni, noudattaa lakeja ja asetuksia sekä säilyttää minulle uskotut palvelussalaisuudet. Tahdon olla suora ja auttavainen myös palvelustovereitani kohtaan. Milloinkaan en sukulaisuuden, ystävyyden, kateuden, vihan tai pelon vuoksi enkä myöskään lahjojen tai muun syyn tähden toimi vastoin palvelusvelvollisuuttani. Jos minut asetetaan esimiesasemaan, tahdon olla alaisiani kohtaan oikeudenmukainen, pitää huolta heidän hyvinvoinnistaan, hankkia tietoa heidän toiveistaan, olla heidän neuvonantajanaan ja ohjaajanaan sekä omasta puolestani pyrkiä olemaan heille hyvänä ja kannustavana esimerkkinä. Kaiken tämän minä tahdon kunniani ja omantuntoni mukaan täyttää.
Оригинальный текст (швед.)Jag N.N. lovar och försäkran inför Gud den allsmäktige och allvetande (i försäkran: på heder och samvete) att vara en pålitlig medborgare, trogen Finland. Jag vill tjäna mitt land uppriktigt och med all min förmåga eftersträva och främja dess väl och bästa. Jag ska alltid, såväl i fred som i krig, försvara mitt fosterland, dess lagliga statsskick och landets lagliga överhöghet. Om jag märker eller får veta något som är i görningen för att störta landets lagliga överhöghet eller för att upphäva landets statsskick ska jag genast meddela myndigheterna detta. Jag viker inte i något läge från min trupp eller från min post, utan så länge jag har krafter ska jag fullgöra mitt uppdrag. Jag lovar att uppföra mig redbart och rakryggat, att lyda mina överordnade, följa lagar och förordningar samt bevara tjänstehemligheter som anförtrotts mig. Jag ska också vara rättfram och hjälpsam mot mina kamrater i tjänst. Jag ska aldrig bryta mot min tjänsteplikt, varken på grund av släktskap, vänskap, avund, ovänskap eller fruktan eller på grund av gåvor eller av annan orsak. Om jag får i uppgift att leda andra ska jag vara rättvis mot dem, se till deras välbefinnande, informera mig om deras önskemål, vara deras rådgivare och handledare och själv vara ett gott och sporrande föredöme. Allt detta vill jag göra på heder och samvete.

### Турция
Настоящим клянусь своей честью, что в мире и войне, на земле, на море и в небе, всегда и везде я буду служить своей нации и своей республике с верой и любовью. Я буду подчиняться законам, правилам и своим командирам. Я буду дорожить честью армии и славой турецкого флага больше, чем собственным существованием. Если потребуется, я готов не пощадить жизни во имя страны, республики и долга.
Оригинальный текст (тур.)Barış ve savaşta, karada, denizde ve gökyüzünde, her zaman ve her yerde milletime ve cumhuriyetime inanç ve sevgiyle hizmet edeceğime yemin ederim ki onuruma yemin ederim. Yasalara, kurallara ve komutanlarıma itaat edeceğim. Ordunun şerefine ve Türk bayrağının ihtişamına kendi varlığımdan daha çok değer vereceğim. Gerekirse, ülke, cumhuriyet ve görev adına hayatımı bağışlamamaya hazırım.

### США
В ВС США существует два варианта присяги — присяга нижних чинов (Oath of Enlistment) и офицерская присяга (Oath of Office). Текст их существенно различается, — так, если нижние чины, присягая на верность, обязуются защищать Конституцию США, подчиняться приказам Президента США и вышестоящих офицеров, то офицеры, присягая на верность, обязуются только защищать Конституцию США и честно выполнять свои служебные обязанности. Считается, что так было задумано «отцами-основателями» во избежание в будущем узурпации власти военными и установления режима военной диктатуры. По этой причине уоррент-офицер Хью Томпсон, не подчинившийся приказам старших по званию и по должности во время зачистки в Сонгми и открыто пригрозивший стрелять в сослуживцев, если те не подчинятся его распоряжениям, впоследствии не предстал перед судом военного трибунала (т. к. «приказы [вышестоящих начальников] не обсуждаются»), а напротив, за проявленную смелость был награждён Солдатской медалью — высшей небоевой наградой армии США.
Присяга нижних чинов

Я (имя, фамилия) торжественно клянусь сохранять верность Соединенным Штатам Америки, верно служить им против любых врагов, подчиняться приказам президента Соединенных Штатов и назначенным вышестоящим офицерам в соответствии с военным законодательством. Да поможет мне Бог! 
Оригинальный текст (англ.)I, (state name of enlistee), do solemnly swear (or affirm) that I will support and defend the Constitution of the United States against all enemies, foreign and domestic; that I will bear true faith and allegiance to the same; and that I will obey the orders of the President of the United States and the orders of the officers appointed over me, according to regulations and the Uniform Code of Military Justice. So help me God!

Присяга офицера

Я (фамилия, имя), вступая в должность (указывается должность или звание), торжественно клянусь поддерживать и защищать Конституцию Соединенных Штатов от всех ее врагов, иностранных или внутренних, относиться к ней с верой и преданностью. Я принимаю на себя это обязательство свободно, понимаю его буквально и не имею цели его нарушить. Я хорошо и добросовестно буду исполнять обязанности, налагаемые на меня тем званием, которое я получаю. Да поможет мне Бог!
Оригинальный текст (англ.)I, [name], do solemnly swear (or affirm) that I will support and defend the Constitution of the United States against all enemies, foreign and domestic; that I will bear true faith and allegiance to the same; that I take this obligation freely, without any mental reservation or purpose of evasion; and that I will well and faithfully discharge the duties of the office on which I am about to enter. So help me God!

### Швейцария
При поступлении на действительную службу, то есть при мобилизации всей Швейцарской армии или ее части на оборонную или домашнюю службу, солдаты приносят присягу или заверения, напоминающие о их обязательствах.

Я клянусь [или обещаю], что буду
служить Швейцарской Конфедерации всеми силами;
защищать права и свободы швейцарского народа;
исполнять свои обязанности, не щадя своей жизни;
проявлять товарищескую сплоченность, оставаться верным своему союзу;
соблюдать нормы международного права.
Оригинальный текст (нем.)Ich schwöre [oder verspreche], dass,

dienen Sie der Schweizerischen Konföderation mit allen Kräften;
ich verteidige die Rechte und Freiheiten des Schweizer Volkes;
indem Sie Ihre Pflichten erfüllen und Ihr Leben aufs Spiel setzen;
wenn ich Kameradschaft zeige, bleibe ich meinem Bündnis treu;

ich halte mich an das Völkerrecht.
Оригинальный текст (фр.)Je jure [ou promets] que,

servir la Confédération Suisse de toutes ses forces;
défendre les droits et libertés du peuple Suisse;
faire ses devoirs, mettre sa vie en jeu;
en faisant preuve de cohésion amicale, je reste fidèle à mon Union;

je respecte le droit international.
Оригинальный текст (итал.)Giuro [o prometto] che,

servire la Confederazione Svizzera con tutte le sue forze;
proteggere i diritti e le libertà del popolo svizzero;
adempiendo ai propri doveri, mettendo in gioco la propria vita;
mostrando coesione amichevole, rimango fedele alla mia unione;

osservo le norme del diritto internazionale.

### Швеция
Вы уже приступили к военной подготовке и являетесь частью Вооруженных сил. Напоминаю вам, что это значит.
Шведская оборона гарантирует независимость и мир Швеции. Он должен защищать нашу демократию, нашу независимость и нашу свободу формировать нашу собственную правовую систему и нашу культуру. Помогая другим странам и их гражданам, мы вносим вклад в мир, демократию и уважение прав человека в нашем мире. В то же время мы заботимся о нашей собственной безопасности.
Теперь вы являетесь частью личного состава Вооруженных сил и, следовательно, частью их важнейшего ресурса. Именно от нас в конечном итоге зависят возможности Вооруженных Сил. Если на нас нападут, мы и другие жители должны вместе, объединив силы, защищать нашу страну и нашу свободу всеми средствами. Когда мы служим за рубежом, мы представляем Швецию и несем за это ответственность. Мы всегда должны делать все возможное, независимо от поставленной задачи, и наши действия должны характеризоваться ценностями, которые мы стремимся защищать.
Как солдат Вооруженных сил, вы избраны защищать нашу страну и служить миру. Могут возникнуть ситуации, когда все зависит от вас. Крайне важно, чтобы вы усвоили свое образование и имели возможность и желание выполнять свои обязанности. Вы должны нести ответственность за свои действия и быть примером для других. В Вооруженных силах вы всегда будете частью группы. Сила группы имеет решающее значение для нашей способности выполнять поставленные перед нами задачи. Вы должны способствовать сплочённости и хорошему духу и оказывать поддержку своим сверстникам. Оскорбительному обращению всегда необходимо противодействовать и соблюдать права человека.
Ваш вклад важен и необходим Швеции. Приветствую вас в Вооруженных Силах. 
Оригинальный текст (швед.)Du har nu påbörjat din militära utbildning och är en del av Försvarsmakten. Jag erinrar dig om vad detta innebär.
Det svenska försvaret garanterar Sveriges oberoende och fred. Det ska värna vår demokrati, vår självständighet och vår frihet att själva utforma vår rättsordning och vår kultur. Genom att hjälpa andra länder och deras medborgare bidrar vi till fred, demokrati och respekt för mänskliga rättigheter i vår omvärld. Samtidigt främjar vi vår egen säkerhet.
Du tillhör nu Försvarsmaktens personal och du utgör därmed del av dess viktigaste resurs. Det är på oss som Försvarsmaktens förmåga slutligen beror. Om vi blir angripna ska vi och övriga invånare tillsammans och med våra gemensamma krafter med alla medel försvara vårt land och vår frihet. När vi tjänstgör utomlands är vi representanter för Sverige med det ansvar som detta innebär. Vi ska alltid göra vårt yttersta, oavsett uppgift och vårt handlande ska präglas av de värderingar som vi är satta att försvara.
Som soldat i Försvarsmakten är du utvald att försvara vårt land och att tjäna freden. Situationer kan uppstå då det är på dig allting hänger. Att du har tillgodogjort dig din utbildning och har förmåga och vilja att utföra dina uppgifter är avgörande. Du ska ta ansvar för ditt handlande och vara ett föredöme för andra. Inom Försvarsmakten kommer du alltid att vara del av en grupp. Gruppens styrka är avgörande för vår förmåga att utföra de uppgifter som åligger oss. Du ska främja sammanhållning och god anda och vara ett stöd för dina kamrater. Kränkande behandling ska alltid motverkas och respekten för de mänskliga rättigheterna upprätthållas.

Din insats är viktig och den behövs för Sverige. Jag välkomnar dig till Försvarsmakten.